# فهرست سیارک‌ها (۲۱۰۰۱–۲۲۰۰۱)
فهرست سیارک‌ها (۲۱۰۰۱ - ۲۲۰۰۱) فهرست سیارک‌ها از ۲۱۰۰۱ تا ۲۲۰۰۱ است.
| نام   | نام انگلیسی      | تاریخ کشف       |
| ----- | ---------------- | --------------- |
| ۲۱۰۰۱ | Trogrlic         | ۱ آوریل ۱۹۸۷    |
| ۲۱۰۰۲ | 1987 QU7         | ۲۹ اوت ۱۹۸۷     |
| ۲۱۰۰۳ | 1987 YV1         | ۱۷ دسامبر ۱۹۸۷  |
| ۲۱۰۰۴ | 1988 BM4         | ۲۲ ژانویه ۱۹۸۸  |
| ۲۱۰۰۵ | 1988 BF5         | ۲۸ ژانویه ۱۹۸۸  |
| ۲۱۰۰۶ | 1988 DG2         | ۱۷ فوریه ۱۹۸۸   |
| ۲۱۰۰۷ | 1988 FD3         | ۱۹ مارس ۱۹۸۸    |
| ۲۱۰۰۷ | 1988 PE          | ۹ اوت ۱۹۸۸      |
| ۲۱۰۰۹ | 1988 PN1         | ۱۲ اوت ۱۹۸۸     |
| ۲۱۰۱۰ | Kishon           | ۱۳ اوت ۱۹۸۸     |
| ۲۱۰۱۱ | 1988 RP4         | ۱ سپتامبر ۱۹۸۸  |
| ۲۱۰۱۲ | 1988 RU9         | ۸ سپتامبر ۱۹۸۸  |
| ۲۱۰۱۳ | 1988 RW10        | ۱۴ سپتامبر ۱۹۸۸ |
| ۲۱۰۱۴ | Daishi           | ۱۳ اکتبر ۱۹۸۸   |
| ۲۱۰۱۴ | 1988 UF          | ۱۶ اکتبر ۱۹۸۸   |
| ۲۱۰۱۶ | Miyazawaseiroku  | ۲ نوامبر ۱۹۸۸   |
| ۲۱۰۱۶ | 1988 VP          | ۳ نوامبر ۱۹۸۸   |
| ۲۱۰۱۸ | 1988 VV1         | ۲ نوامبر ۱۹۸۸   |
| ۲۱۰۱۹ | 1988 VC2         | ۲ نوامبر ۱۹۸۸   |
| ۲۱۰۲۰ | 1988 VH2         | ۸ نوامبر ۱۹۸۸   |
| ۲۱۰۲۱ | 1988 XL2         | ۷ دسامبر ۱۹۸۸   |
| ۲۱۰۲۲ | Ike              | ۲ فوریه ۱۹۸۹    |
| ۲۱۰۲۲ | 1989 DK          | ۲۸ فوریه ۱۹۸۹   |
| ۲۱۰۲۴ | 1989 GD3         | ۳ آوریل ۱۹۸۹    |
| ۲۱۰۲۵ | 1989 SL2         | ۲۶ سپتامبر ۱۹۸۹ |
| ۲۱۰۲۶ | 1989 SE4         | ۲۶ سپتامبر ۱۹۸۹ |
| ۲۱۰۲۷ | 1989 SR5         | ۲۸ سپتامبر ۱۹۸۹ |
| ۲۱۰۲۷ | 1989 TO          | ۴ اکتبر ۱۹۸۹    |
| ۲۱۰۲۹ | 1989 TA6         | ۷ اکتبر ۱۹۸۹    |
| ۲۱۰۳۰ | 1989 TZ11        | ۲ اکتبر ۱۹۸۹    |
| ۲۱۰۳۱ | 1989 TO15        | ۳ اکتبر ۱۹۸۹    |
| ۲۱۰۳۲ | 1989 TN16        | ۴ اکتبر ۱۹۸۹    |
| ۲۱۰۳۲ | 1989 UM          | ۲۱ اکتبر ۱۹۸۹   |
| ۲۱۰۳۴ | 1989 WB3         | ۲۵ نوامبر ۱۹۸۹  |
| ۲۱۰۳۴ | 1990 AE          | ۱ ژانویه ۱۹۹۰   |
| ۲۱۰۳۶ | 1990 BA2         | ۳۰ ژانویه ۱۹۹۰  |
| ۲۱۰۳۶ | 1990 EB          | ۴ مارس ۱۹۹۰     |
| ۲۱۰۳۸ | 1990 EP3         | ۲ مارس ۱۹۹۰     |
| ۲۱۰۳۹ | 1990 ES4         | ۲ مارس ۱۹۹۰     |
| ۲۱۰۳۹ | 1990 OZ          | ۲۰ ژوئیه ۱۹۹۰   |
| ۲۱۰۴۱ | 1990 QO1         | ۲۲ اوت ۱۹۹۰     |
| ۲۱۰۴۲ | 1990 QT7         | ۱۶ اوت ۱۹۹۰     |
| ۲۱۰۴۳ | 1990 RT2         | ۱۵ سپتامبر ۱۹۹۰ |
| ۲۱۰۴۴ | 1990 SE1         | ۱۶ سپتامبر ۱۹۹۰ |
| ۲۱۰۴۵ | 1990 SQ1         | ۱۸ سپتامبر ۱۹۹۰ |
| ۲۱۰۴۶ | 1990 SH3         | ۱۸ سپتامبر ۱۹۹۰ |
| ۲۱۰۴۷ | Hodierna         | ۲۲ سپتامبر ۱۹۹۰ |
| ۲۱۰۴۸ | 1990 SV9         | ۲۲ سپتامبر ۱۹۹۰ |
| ۲۱۰۴۹ | 1990 SU16        | ۱۷ سپتامبر ۱۹۹۰ |
| ۲۱۰۵۰ | Beck             | ۱۰ اکتبر ۱۹۹۰   |
| ۲۱۰۵۰ | 1990 UM          | ۲۰ اکتبر ۱۹۹۰   |
| ۲۱۰۵۲ | 1990 UG5         | ۱۶ اکتبر ۱۹۹۰   |
| ۲۱۰۵۲ | 1990 VE          | ۱۰ نوامبر ۱۹۹۰  |
| ۲۱۰۵۴ | 1990 VL5         | ۱۵ نوامبر ۱۹۹۰  |
| ۲۱۰۵۴ | 1990 YR          | ۲۳ دسامبر ۱۹۹۰  |
| ۲۱۰۵۶ | 1991 CA1         | ۱۴ فوریه ۱۹۹۱   |
| ۲۱۰۵۷ | 1991 GJ8         | ۸ آوریل ۱۹۹۱    |
| ۲۱۰۵۸ | 1991 GF9         | ۱۰ آوریل ۱۹۹۱   |
| ۲۱۰۵۹ | Penderecki       | ۹ آوریل ۱۹۹۱    |
| ۲۱۰۵۹ | 1991 JC          | ۲ مه ۱۹۹۱       |
| ۲۱۰۵۹ | 1991 JD          | ۳ مه ۱۹۹۱       |
| ۲۱۰۶۲ | Iasky            | ۱۳ مه ۱۹۹۱      |
| ۲۱۰۶۳ | 1991 JC2         | ۸ مه ۱۹۹۱       |
| ۲۱۰۶۴ | Yangliwei        | ۶ ژوئن ۱۹۹۱     |
| ۲۱۰۶۴ | 1991 NM          | ۱۰ ژوئیه ۱۹۹۱   |
| ۲۱۰۶۶ | 1991 NG5         | ۱۰ ژوئیه ۱۹۹۱   |
| ۲۱۰۶۷ | 1991 PY1         | ۲ اوت ۱۹۹۱      |
| ۲۱۰۶۸ | 1991 PL2         | ۲ اوت ۱۹۹۱      |
| ۲۱۰۶۹ | 1991 PY3         | ۳ اوت ۱۹۹۱      |
| ۲۱۰۷۰ | 1991 PD6         | ۶ اوت ۱۹۹۱      |
| ۲۱۰۷۱ | 1991 PE7         | ۶ اوت ۱۹۹۱      |
| ۲۱۰۷۲ | 1991 PU8         | ۵ اوت ۱۹۹۱      |
| ۲۱۰۷۳ | Darksky          | ۴ سپتامبر ۱۹۹۱  |
| ۲۱۰۷۴ | Rugen            | ۱۲ سپتامبر ۱۹۹۱ |
| ۲۱۰۷۵ | Heussinger       | ۱۲ سپتامبر ۱۹۹۱ |
| ۲۱۰۷۶ | Kokoschka        | ۱۲ سپتامبر ۱۹۹۱ |
| ۲۱۰۷۷ | 1991 RG14        | ۱۳ سپتامبر ۱۹۹۱ |
| ۲۱۰۷۸ | 1991 RR16        | ۱۵ سپتامبر ۱۹۹۱ |
| ۲۱۰۷۹ | 1991 RR17        | ۱۱ سپتامبر ۱۹۹۱ |
| ۲۱۰۸۰ | 1991 RD18        | ۱۳ سپتامبر ۱۹۹۱ |
| ۲۱۰۸۱ | 1991 RC19        | ۱۴ سپتامبر ۱۹۹۱ |
| ۲۱۰۸۲ | Araimasaru       | ۱۳ اکتبر ۱۹۹۱   |
| ۲۱۰۸۳ | 1991 TH14        | ۲ اکتبر ۱۹۹۱    |
| ۲۱۰۸۴ | 1991 UV3         | ۳۱ اکتبر ۱۹۹۱   |
| ۲۱۰۸۵ | 1991 UL4         | ۱۸ اکتبر ۱۹۹۱   |
| ۲۱۰۸۶ | 1992 AO1         | ۱۰ ژانویه ۱۹۹۲  |
| ۲۱۰۸۷ | Petsimpallas     | ۳۰ ژانویه ۱۹۹۲  |
| ۲۱۰۸۸ | 1992 BL2         | ۳۰ ژانویه ۱۹۹۲  |
| ۲۱۰۸۹ | Mochizuki        | ۸ فوریه ۱۹۹۲    |
| ۲۱۰۹۰ | 1992 DZ6         | ۲۹ فوریه ۱۹۹۲   |
| ۲۱۰۹۱ | 1992 DK8         | ۲۹ فوریه ۱۹۹۲   |
| ۲۱۰۹۲ | 1992 EJ6         | ۱ مارس ۱۹۹۲     |
| ۲۱۰۹۳ | 1992 EK6         | ۱ مارس ۱۹۹۲     |
| ۲۱۰۹۴ | 1992 EP7         | ۱ مارس ۱۹۹۲     |
| ۲۱۰۹۵ | 1992 EG11        | ۶ مارس ۱۹۹۲     |
| ۲۱۰۹۶ | 1992 EZ11        | ۶ مارس ۱۹۹۲     |
| ۲۱۰۹۷ | 1992 ER25        | ۸ مارس ۱۹۹۲     |
| ۲۱۰۹۸ | 1992 EB27        | ۲ مارس ۱۹۹۲     |
| ۲۱۰۹۹ | 1992 GM2         | ۴ آوریل ۱۹۹۲    |
| ۲۱۰۹۹ | 1992 OB          | ۲۶ ژوئیه ۱۹۹۲   |
| ۲۱۱۰۱ | 1992 OJ1         | ۲۶ ژوئیه ۱۹۹۲   |
| ۲۱۱۰۲ | 1992 OF2         | ۲۶ ژوئیه ۱۹۹۲   |
| ۲۱۱۰۳ | 1992 OB3         | ۲۶ ژوئیه ۱۹۹۲   |
| ۲۱۱۰۳ | 1992 PY          | ۸ اوت ۱۹۹۲      |
| ۲۱۱۰۵ | 1992 PU1         | ۸ اوت ۱۹۹۲      |
| ۲۱۱۰۶ | 1992 PO2         | ۲ اوت ۱۹۹۲      |
| ۲۱۱۰۷ | 1992 PZ4         | ۴ اوت ۱۹۹۲      |
| ۲۱۱۰۷ | 1992 QT          | ۳۱ اوت ۱۹۹۲     |
| ۲۱۱۰۹ | Sunkel           | ۴ سپتامبر ۱۹۹۲  |
| ۲۱۱۱۰ | Karlvalentin     | ۴ سپتامبر ۱۹۹۲  |
| ۲۱۱۱۱ | 1992 RP3         | ۲ سپتامبر ۱۹۹۲  |
| ۲۱۱۱۲ | 1992 RY3         | ۲ سپتامبر ۱۹۹۲  |
| ۲۱۱۱۳ | 1992 RG4         | ۲ سپتامبر ۱۹۹۲  |
| ۲۱۱۱۴ | 1992 RS5         | ۲ سپتامبر ۱۹۹۲  |
| ۲۱۱۱۵ | 1992 RL7         | ۲ سپتامبر ۱۹۹۲  |
| ۲۱۱۱۵ | 1992 SO          | ۲۶ سپتامبر ۱۹۹۲ |
| ۲۱۱۱۷ | 1992 SB13        | ۳۰ سپتامبر ۱۹۹۲ |
| ۲۱۱۱۸ | Hezimmermann     | ۲۴ سپتامبر ۱۹۹۲ |
| ۲۱۱۱۸ | 1992 UJ          | ۱۹ اکتبر ۱۹۹۲   |
| ۲۱۱۱۸ | 1992 WP          | ۱۶ نوامبر ۱۹۹۲  |
| ۲۱۱۱۸ | 1992 WV          | ۱۶ نوامبر ۱۹۹۲  |
| ۲۱۱۱۸ | 1992 YK          | ۲۳ دسامبر ۱۹۹۲  |
| ۲۱۱۲۳ | 1992 YP2         | ۱۸ دسامبر ۱۹۹۲  |
| ۲۱۱۲۴ | 1992 YR2         | ۱۸ دسامبر ۱۹۹۲  |
| ۲۱۱۲۵ | Orff             | ۳۰ دسامبر ۱۹۹۲  |
| ۲۱۱۲۶ | 1993 BJ2         | ۱۹ ژانویه ۱۹۹۳  |
| ۲۱۱۲۷ | 1993 BF4         | ۲۷ ژانویه ۱۹۹۳  |
| ۲۱۱۲۸ | Chapuis          | ۲۷ ژانویه ۱۹۹۳  |
| ۲۱۱۲۹ | 1993 BJ7         | ۲۳ ژانویه ۱۹۹۳  |
| ۲۱۱۲۹ | 1993 FN          | ۲۳ مارس ۱۹۹۳    |
| ۲۱۱۳۱ | 1993 FQ7         | ۱۷ مارس ۱۹۹۳    |
| ۲۱۱۳۲ | 1993 FN10        | ۱۷ مارس ۱۹۹۳    |
| ۲۱۱۳۳ | 1993 FE11        | ۱۷ مارس ۱۹۹۳    |
| ۲۱۱۳۴ | 1993 FE13        | ۱۷ مارس ۱۹۹۳    |
| ۲۱۱۳۵ | 1993 FL14        | ۱۷ مارس ۱۹۹۳    |
| ۲۱۱۳۶ | 1993 FH19        | ۱۷ مارس ۱۹۹۳    |
| ۲۱۱۳۷ | 1993 FX20        | ۲۱ مارس ۱۹۹۳    |
| ۲۱۱۳۸ | 1993 FS24        | ۲۱ مارس ۱۹۹۳    |
| ۲۱۱۳۹ | 1993 FP26        | ۲۱ مارس ۱۹۹۳    |
| ۲۱۱۴۰ | 1993 FN28        | ۲۱ مارس ۱۹۹۳    |
| ۲۱۱۴۱ | 1993 FD30        | ۲۱ مارس ۱۹۹۳    |
| ۲۱۱۴۲ | 1993 FV30        | ۱۹ مارس ۱۹۹۳    |
| ۲۱۱۴۳ | 1993 FX31        | ۱۹ مارس ۱۹۹۳    |
| ۲۱۱۴۴ | 1993 FA46        | ۱۹ مارس ۱۹۹۳    |
| ۲۱۱۴۵ | 1993 FZ57        | ۱۹ مارس ۱۹۹۳    |
| ۲۱۱۴۶ | 1993 FD67        | ۲۱ مارس ۱۹۹۳    |
| ۲۱۱۴۷ | 1993 FV80        | ۱۸ مارس ۱۹۹۳    |
| ۲۱۱۴۸ | Billramsey       | ۱۶ آوریل ۱۹۹۳   |
| ۲۱۱۴۹ | Kenmitchell      | ۱۹ آوریل ۱۹۹۳   |
| ۲۱۱۵۰ | 1993 LF1         | ۱۳ ژوئن ۱۹۹۳    |
| ۲۱۱۵۱ | 1993 LO1         | ۱۳ ژوئن ۱۹۹۳    |
| ۲۱۱۵۲ | 1993 MB1         | ۱۷ ژوئن ۱۹۹۳    |
| ۲۱۱۵۳ | 1993 MF1         | ۱۸ ژوئن ۱۹۹۳    |
| ۲۱۱۵۴ | 1993 NS1         | ۱۲ ژوئیه ۱۹۹۳   |
| ۲۱۱۵۵ | 1993 NW1         | ۱۲ ژوئیه ۱۹۹۳   |
| ۲۱۱۵۶ | 1993 QP7         | ۲۰ اوت ۱۹۹۳     |
| ۲۱۱۵۷ | 1993 RC5         | ۱۵ سپتامبر ۱۹۹۳ |
| ۲۱۱۵۸ | 1993 RP18        | ۱۵ سپتامبر ۱۹۹۳ |
| ۲۱۱۵۹ | 1993 ST5         | ۱۷ سپتامبر ۱۹۹۳ |
| ۲۱۱۶۰ | Saveriolombardi  | ۱۰ اکتبر ۱۹۹۳   |
| ۲۱۱۶۱ | 1993 TR1         | ۱۵ اکتبر ۱۹۹۳   |
| ۲۱۱۶۲ | 1993 TW16        | ۹ اکتبر ۱۹۹۳    |
| ۲۱۱۶۳ | 1993 TJ24        | ۹ اکتبر ۱۹۹۳    |
| ۲۱۱۶۴ | 1993 UZ7         | ۲۰ اکتبر ۱۹۹۳   |
| ۲۱۱۶۵ | 1993 VF2         | ۱۱ نوامبر ۱۹۹۳  |
| ۲۱۱۶۵ | 1993 XH          | ۶ دسامبر ۱۹۹۳   |
| ۲۱۱۶۵ | 1993 XQ          | ۹ دسامبر ۱۹۹۳   |
| ۲۱۱۶۸ | 1994 AC8         | ۷ ژانویه ۱۹۹۴   |
| ۲۱۱۶۹ | 1994 AG10        | ۸ ژانویه ۱۹۹۴   |
| ۲۱۱۷۰ | 1994 AL10        | ۸ ژانویه ۱۹۹۴   |
| ۲۱۱۷۱ | 1994 CG1         | ۷ فوریه ۱۹۹۴    |
| ۲۱۱۷۲ | 1994 CK10        | ۷ فوریه ۱۹۹۴    |
| ۲۱۱۷۳ | 1994 CU10        | ۷ فوریه ۱۹۹۴    |
| ۲۱۱۷۴ | 1994 CG12        | ۷ فوریه ۱۹۹۴    |
| ۲۱۱۷۵ | 1994 CP12        | ۷ فوریه ۱۹۹۴    |
| ۲۱۱۷۶ | 1994 CN13        | ۸ فوریه ۱۹۹۴    |
| ۲۱۱۷۷ | 1994 CC17        | ۸ فوریه ۱۹۹۴    |
| ۲۱۱۷۸ | 1994 CJ17        | ۸ فوریه ۱۹۹۴    |
| ۲۱۱۷۹ | 1994 CL18        | ۸ فوریه ۱۹۹۴    |
| ۲۱۱۷۹ | 1994 DC          | ۱۶ فوریه ۱۹۹۴   |
| ۲۱۱۸۱ | 1994 EB2         | ۶ مارس ۱۹۹۴     |
| ۲۱۱۸۲ | 1994 EC2         | ۱۲ مارس ۱۹۹۴    |
| ۲۱۱۸۳ | 1994 EO2         | ۹ مارس ۱۹۹۴     |
| ۲۱۱۸۴ | 1994 EC5         | ۶ مارس ۱۹۹۴     |
| ۲۱۱۸۵ | 1994 EH6         | ۹ مارس ۱۹۹۴     |
| ۲۱۱۸۶ | 1994 EO6         | ۹ مارس ۱۹۹۴     |
| ۲۱۱۸۶ | 1994 FY          | ۳۱ مارس ۱۹۹۴    |
| ۲۱۱۸۶ | 1994 GN          | ۵ آوریل ۱۹۹۴    |
| ۲۱۱۸۶ | 1994 JB          | ۳ مه ۱۹۹۴       |
| ۲۱۱۸۶ | 1994 JQ          | ۱۰ مه ۱۹۹۴      |
| ۲۱۱۹۱ | 1994 JL6         | ۴ مه ۱۹۹۴       |
| ۲۱۱۹۲ | Seccisergio      | ۲ ژوئیه ۱۹۹۴    |
| ۲۱۱۹۳ | 1994 PJ1         | ۱۴ اوت ۱۹۹۴     |
| ۲۱۱۹۴ | 1994 PN1         | ۱۱ اوت ۱۹۹۴     |
| ۲۱۱۹۵ | 1994 PK4         | ۱۰ اوت ۱۹۹۴     |
| ۲۱۱۹۶ | 1994 PU5         | ۱۰ اوت ۱۹۹۴     |
| ۲۱۱۹۷ | 1994 PS7         | ۱۰ اوت ۱۹۹۴     |
| ۲۱۱۹۸ | 1994 PX7         | ۱۰ اوت ۱۹۹۴     |
| ۲۱۱۹۹ | 1994 PV8         | ۱۰ اوت ۱۹۹۴     |
| ۲۱۲۰۰ | 1994 PU10        | ۱۰ اوت ۱۹۹۴     |
| ۲۱۲۰۱ | 1994 PO18        | ۱۲ اوت ۱۹۹۴     |
| ۲۱۲۰۲ | 1994 PW19        | ۱۲ اوت ۱۹۹۴     |
| ۲۱۲۰۳ | 1994 PP20        | ۱۲ اوت ۱۹۹۴     |
| ۲۱۲۰۴ | 1994 PH26        | ۱۲ اوت ۱۹۹۴     |
| ۲۱۲۰۵ | 1994 PV27        | ۱۲ اوت ۱۹۹۴     |
| ۲۱۲۰۶ | 1994 PT28        | ۱۲ اوت ۱۹۹۴     |
| ۲۱۲۰۷ | 1994 PH29        | ۱۲ اوت ۱۹۹۴     |
| ۲۱۲۰۸ | 1994 PW29        | ۱۲ اوت ۱۹۹۴     |
| ۲۱۲۰۹ | 1994 PO30        | ۱۲ اوت ۱۹۹۴     |
| ۲۱۲۱۰ | 1994 PA31        | ۱۲ اوت ۱۹۹۴     |
| ۲۱۲۱۱ | 1994 PP36        | ۱۰ اوت ۱۹۹۴     |
| ۲۱۲۱۲ | 1994 PG39        | ۱۰ اوت ۱۹۹۴     |
| ۲۱۲۱۳ | 1994 RL7         | ۱۲ سپتامبر ۱۹۹۴ |
| ۲۱۲۱۴ | 1994 RN7         | ۱۲ سپتامبر ۱۹۹۴ |
| ۲۱۲۱۴ | 1994 UQ          | ۳۱ اکتبر ۱۹۹۴   |
| ۲۱۲۱۶ | 1994 UZ1         | ۳۱ اکتبر ۱۹۹۴   |
| ۲۱۲۱۷ | 1994 VM1         | ۴ نوامبر ۱۹۹۴   |
| ۲۱۲۱۸ | 1994 VP7         | ۷ نوامبر ۱۹۹۴   |
| ۲۱۲۱۹ | 1994 WV1         | ۲۸ نوامبر ۱۹۹۴  |
| ۲۱۲۲۰ | 1994 WE4         | ۳۰ نوامبر ۱۹۹۴  |
| ۲۱۲۲۱ | 1994 YM1         | ۳۱ دسامبر ۱۹۹۴  |
| ۲۱۲۲۱ | 1995 BT          | ۲۳ ژانویه ۱۹۹۵  |
| ۲۱۲۲۱ | 1995 DL          | ۲۱ فوریه ۱۹۹۵   |
| ۲۱۲۲۴ | 1995 DM6         | ۲۴ فوریه ۱۹۹۵   |
| ۲۱۲۲۵ | 1995 GQ1         | ۱ آوریل ۱۹۹۵    |
| ۲۱۲۲۶ | 1995 ON6         | ۲۴ ژوئیه ۱۹۹۵   |
| ۲۱۲۲۶ | 1995 QS          | ۱۶ اوت ۱۹۹۵     |
| ۲۱۲۲۶ | 1995 SC          | ۲۰ سپتامبر ۱۹۹۵ |
| ۲۱۲۲۹ | Susil            | ۲۲ سپتامبر ۱۹۹۵ |
| ۲۱۲۳۰ | 1995 SK3         | ۲۳ سپتامبر ۱۹۹۵ |
| ۲۱۲۳۱ | 1995 SC17        | ۱۸ سپتامبر ۱۹۹۵ |
| ۲۱۲۳۲ | 1995 SH26        | ۱۹ سپتامبر ۱۹۹۵ |
| ۲۱۲۳۳ | 1995 UU3         | ۲۰ اکتبر ۱۹۹۵   |
| ۲۱۲۳۴ | Nakashima        | ۱۶ نوامبر ۱۹۹۵  |
| ۲۱۲۳۵ | 1995 WG2         | ۱۸ نوامبر ۱۹۹۵  |
| ۲۱۲۳۶ | 1995 WE3         | ۲۰ نوامبر ۱۹۹۵  |
| ۲۱۲۳۷ | 1995 WF5         | ۱۸ نوامبر ۱۹۹۵  |
| ۲۱۲۳۸ | 1995 WV7         | ۲۸ نوامبر ۱۹۹۵  |
| ۲۱۲۳۹ | 1995 WP17        | ۱۷ نوامبر ۱۹۹۵  |
| ۲۱۲۴۰ | 1995 WP22        | ۱۸ نوامبر ۱۹۹۵  |
| ۲۱۲۴۱ | 1995 WN33        | ۲۰ نوامبر ۱۹۹۵  |
| ۲۱۲۴۲ | 1995 WZ41        | ۲۵ نوامبر ۱۹۹۵  |
| ۲۱۲۴۳ | 1995 XG1         | ۱۵ دسامبر ۱۹۹۵  |
| ۲۱۲۴۴ | 1995 XU1         | ۱۴ دسامبر ۱۹۹۵  |
| ۲۱۲۴۵ | 1995 XQ4         | ۱۴ دسامبر ۱۹۹۵  |
| ۲۱۲۴۶ | 1995 YF1         | ۲۱ دسامبر ۱۹۹۵  |
| ۲۱۲۴۷ | 1995 YJ1         | ۲۱ دسامبر ۱۹۹۵  |
| ۲۱۲۴۸ | 1995 YP1         | ۲۱ دسامبر ۱۹۹۵  |
| ۲۱۲۴۹ | 1995 YX1         | ۲۱ دسامبر ۱۹۹۵  |
| ۲۱۲۵۰ | Kamikouchi       | ۱۷ دسامبر ۱۹۹۵  |
| ۲۱۲۵۱ | 1995 YX3         | ۳۱ دسامبر ۱۹۹۵  |
| ۲۱۲۵۲ | 1995 YP8         | ۱۸ دسامبر ۱۹۹۵  |
| ۲۱۲۵۳ | 1996 AX3         | ۱۳ ژانویه ۱۹۹۶  |
| ۲۱۲۵۴ | Jonan            | ۲۴ ژانویه ۱۹۹۶  |
| ۲۱۲۵۵ | 1996 CD2         | ۱۵ فوریه ۱۹۹۶   |
| ۲۱۲۵۶ | 1996 CK7         | ۱۴ فوریه ۱۹۹۶   |
| ۲۱۲۵۶ | 1996             | DS۲             |
| ۲۱۲۵۸ | Huckins          | ۱۵ مارس ۱۹۹۶    |
| ۲۱۲۵۹ | 1996 ED4         | ۱۱ مارس ۱۹۹۶    |
| ۲۱۲۵۹ | 1996 FE          | ۱۶ مارس ۱۹۹۶    |
| ۲۱۲۵۹ | 1996 FF          | ۱۶ مارس ۱۹۹۶    |
| ۲۱۲۶۲ | Kanba            | ۲۴ آوریل ۱۹۹۶   |
| ۲۱۲۶۳ | 1996 HJ11        | ۱۷ آوریل ۱۹۹۶   |
| ۲۱۲۶۴ | 1996 HT16        | ۱۸ آوریل ۱۹۹۶   |
| ۲۱۲۶۵ | 1996 HJ23        | ۲۰ آوریل ۱۹۹۶   |
| ۲۱۲۶۶ | 1996 HL25        | ۲۰ آوریل ۱۹۹۶   |
| ۲۱۲۶۷ | 1996 JU5         | ۱۱ مه ۱۹۹۶      |
| ۲۱۲۶۸ | 1996 KL1         | ۲۲ مه ۱۹۹۶      |
| ۲۱۲۶۹ | Bechini          | ۶ ژوئن ۱۹۹۶     |
| ۲۱۲۷۰ | Otokar           | ۱۹ ژوئیه ۱۹۹۶   |
| ۲۱۲۷۱ | 1996 RF33        | ۱۵ سپتامبر ۱۹۹۶ |
| ۲۱۲۷۲ | 1996 SA1         | ۱۸ سپتامبر ۱۹۹۶ |
| ۲۱۲۷۳ | 1996 SW2         | ۱۹ سپتامبر ۱۹۹۶ |
| ۲۱۲۷۴ | 1996 SG4         | ۱۹ سپتامبر ۱۹۹۶ |
| ۲۱۲۷۵ | Tosiyasu         | ۲۳ سپتامبر ۱۹۹۶ |
| ۲۱۲۷۶ | Feller           | ۸ اکتبر ۱۹۹۶    |
| ۲۱۲۷۷ | 1996 TO5         | ۹ اکتبر ۱۹۹۶    |
| ۲۱۲۷۸ | 1996 TG6         | ۵ اکتبر ۱۹۹۶    |
| ۲۱۲۷۹ | 1996 TS10        | ۹ اکتبر ۱۹۹۶    |
| ۲۱۲۸۰ | 1996 TL11        | ۱۱ اکتبر ۱۹۹۶   |
| ۲۱۲۸۱ | 1996 TX14        | ۱۳ اکتبر ۱۹۹۶   |
| ۲۱۲۸۲ | 1996 TD15        | ۱۴ اکتبر ۱۹۹۶   |
| ۲۱۲۸۳ | 1996 TY46        | ۱۰ اکتبر ۱۹۹۶   |
| ۲۱۲۸۴ | 1996 TC51        | ۵ اکتبر ۱۹۹۶    |
| ۲۱۲۸۴ | 1996 UZ          | ۲۰ اکتبر ۱۹۹۶   |
| ۲۱۲۸۶ | 1996 UB1         | ۲۰ اکتبر ۱۹۹۶   |
| ۲۱۲۸۷ | 1996 UU3         | ۳۱ اکتبر ۱۹۹۶   |
| ۲۱۲۸۷ | 1996 VW          | ۳ نوامبر ۱۹۹۶   |
| ۲۱۲۸۹ | 1996 VB1         | ۳ نوامبر ۱۹۹۶   |
| ۲۱۲۹۰ | Vydra            | ۹ نوامبر ۱۹۹۶   |
| ۲۱۲۹۱ | 1996 VG6         | ۱۲ نوامبر ۱۹۹۶  |
| ۲۱۲۹۲ | 1996 VQ8         | ۷ نوامبر ۱۹۹۶   |
| ۲۱۲۹۳ | 1996 VS8         | ۷ نوامبر ۱۹۹۶   |
| ۲۱۲۹۴ | 1996 VZ8         | ۷ نوامبر ۱۹۹۶   |
| ۲۱۲۹۵ | 1996 VN14        | ۵ نوامبر ۱۹۹۶   |
| ۲۱۲۹۶ | 1996 VV19        | ۷ نوامبر ۱۹۹۶   |
| ۲۱۲۹۷ | 1996 VW29        | ۷ نوامبر ۱۹۹۶   |
| ۲۱۲۹۸ | 1996 VX29        | ۷ نوامبر ۱۹۹۶   |
| ۲۱۲۹۸ | 1996 WC          | ۱۶ نوامبر ۱۹۹۶  |
| ۲۱۳۰۰ | 1996 WA1         | ۱۹ نوامبر ۱۹۹۶  |
| ۲۱۳۰۱ | Zanin            | ۲۲ نوامبر ۱۹۹۶  |
| ۲۱۳۰۱ | 1996 XU          | ۱ دسامبر ۱۹۹۶   |
| ۲۱۳۰۳ | 1996 XJ1         | ۲ دسامبر ۱۹۹۶   |
| ۲۱۳۰۴ | 1996 XL1         | ۲ دسامبر ۱۹۹۶   |
| ۲۱۳۰۵ | 1996 XP1         | ۲ دسامبر ۱۹۹۶   |
| ۲۱۳۰۶ | Marani           | ۱ دسامبر ۱۹۹۶   |
| ۲۱۳۰۷ | 1996 XG3         | ۳ دسامبر ۱۹۹۶   |
| ۲۱۳۰۸ | 1996 XG5         | ۲ دسامبر ۱۹۹۶   |
| ۲۱۳۰۹ | 1996 XH5         | ۶ دسامبر ۱۹۹۶   |
| ۲۱۳۱۰ | 1996 XM5         | ۷ دسامبر ۱۹۹۶   |
| ۲۱۳۱۱ | Servius          | ۴ دسامبر ۱۹۹۶   |
| ۲۱۳۱۲ | 1996 XF14        | ۴ دسامبر ۱۹۹۶   |
| ۲۱۳۱۳ | Xiuyanyu         | ۱۰ دسامبر ۱۹۹۶  |
| ۲۱۳۱۴ | 1996 XG15        | ۱۰ دسامبر ۱۹۹۶  |
| ۲۱۳۱۵ | 1996 XN17        | ۵ دسامبر ۱۹۹۶   |
| ۲۱۳۱۶ | 1996 XY17        | ۷ دسامبر ۱۹۹۶   |
| ۲۱۳۱۷ | 1996 XV18        | ۱۲ دسامبر ۱۹۹۶  |
| ۲۱۳۱۸ | 1996 XU26        | ۸ دسامبر ۱۹۹۶   |
| ۲۱۳۱۹ | 1996 XX26        | ۸ دسامبر ۱۹۹۶   |
| ۲۱۳۲۰ | 1996 XF31        | ۱۴ دسامبر ۱۹۹۶  |
| ۲۱۳۲۱ | 1997 AN2         | ۳ ژانویه ۱۹۹۷   |
| ۲۱۳۲۲ | 1997 AV2         | ۳ ژانویه ۱۹۹۷   |
| ۲۱۳۲۳ | 1997 AZ3         | ۶ ژانویه ۱۹۹۷   |
| ۲۱۳۲۴ | 1997 AY5         | ۲ ژانویه ۱۹۹۷   |
| ۲۱۳۲۵ | 1997 AB6         | ۲ ژانویه ۱۹۹۷   |
| ۲۱۳۲۶ | 1997 AW6         | ۸ ژانویه ۱۹۹۷   |
| ۲۱۳۲۷ | 1997 AJ13        | ۱۱ ژانویه ۱۹۹۷  |
| ۲۱۳۲۸ | Otashi           | ۱۱ ژانویه ۱۹۹۷  |
| ۲۱۳۲۹ | 1997 AP15        | ۱۲ ژانویه ۱۹۹۷  |
| ۲۱۳۳۰ | 1997 AT20        | ۱۱ ژانویه ۱۹۹۷  |
| ۲۱۳۳۱ | Lodovicoferrari  | ۱۷ ژانویه ۱۹۹۷  |
| ۲۱۳۳۱ | 1997 BX          | ۱۸ ژانویه ۱۹۹۷  |
| ۲۱۳۳۳ | 1997 BM2         | ۳۰ ژانویه ۱۹۹۷  |
| ۲۱۳۳۴ | 1997 BO2         | ۳۰ ژانویه ۱۹۹۷  |
| ۲۱۳۳۵ | 1997 BO3         | ۳۱ ژانویه ۱۹۹۷  |
| ۲۱۳۳۶ | 1997 BU8         | ۳۱ ژانویه ۱۹۹۷  |
| ۲۱۳۳۷ | 1997 BN9         | ۱۷ ژانویه ۱۹۹۷  |
| ۲۱۳۳۷ | 1997 CZ          | ۱ فوریه ۱۹۹۷    |
| ۲۱۳۳۹ | 1997 CL1         | ۱ فوریه ۱۹۹۷    |
| ۲۱۳۴۰ | 1997 CS19        | ۱۱ فوریه ۱۹۹۷   |
| ۲۱۳۴۱ | 1997 CV19        | ۱۲ فوریه ۱۹۹۷   |
| ۲۱۳۴۲ | 1997 CS28        | ۴ فوریه ۱۹۹۷    |
| ۲۱۳۴۲ | 1997 EF          | ۱ مارس ۱۹۹۷     |
| ۲۱۳۴۲ | 1997 EM          | ۲ مارس ۱۹۹۷     |
| ۲۱۳۴۵ | 1997 ED3         | ۳ مارس ۱۹۹۷     |
| ۲۱۳۴۶ | Marieladislav    | ۹ مارس ۱۹۹۷     |
| ۲۱۳۴۷ | 1997 EO11        | ۳ مارس ۱۹۹۷     |
| ۲۱۳۴۸ | 1997 EM25        | ۱ مارس ۱۹۹۷     |
| ۲۱۳۴۹ | 1997 ER31        | ۱۰ مارس ۱۹۹۷    |
| ۲۱۳۵۰ | 1997 EN32        | ۱۱ مارس ۱۹۹۷    |
| ۲۱۳۵۱ | Bhagwat          | ۴ مارس ۱۹۹۷     |
| ۲۱۳۵۲ | 1997 EB57        | ۱۰ مارس ۱۹۹۷    |
| ۲۱۳۵۲ | 1997 FG          | ۱۹ مارس ۱۹۹۷    |
| ۲۱۳۵۲ | 1997 FM          | ۲۱ مارس ۱۹۹۷    |
| ۲۱۳۵۵ | Pikovskaya       | ۳۱ مارس ۱۹۹۷    |
| ۲۱۳۵۶ | Karlplank        | ۳۱ مارس ۱۹۹۷    |
| ۲۱۳۵۷ | Davidying        | ۳۱ مارس ۱۹۹۷    |
| ۲۱۳۵۸ | Mijerbarany      | ۳ آوریل ۱۹۹۷    |
| ۲۱۳۵۹ | Geng             | ۶ آوریل ۱۹۹۷    |
| ۲۱۳۶۰ | 1997 GW30        | ۸ آوریل ۱۹۹۷    |
| ۲۱۳۶۰ | 1997 HQ          | ۲۸ آوریل ۱۹۹۷   |
| ۲۱۳۶۲ | 1997 HS3         | ۳۰ آوریل ۱۹۹۷   |
| ۲۱۳۶۳ | Jotwani          | ۳۰ آوریل ۱۹۹۷   |
| ۲۱۳۶۴ | Lingpan          | ۳۰ آوریل ۱۹۹۷   |
| ۲۱۳۶۵ | 1997 JS7         | ۳ مه ۱۹۹۷       |
| ۲۱۳۶۶ | 1997 JT15        | ۳ مه ۱۹۹۷       |
| ۲۱۳۶۷ | 1997 LU1         | ۲ ژوئن ۱۹۹۷     |
| ۲۱۳۶۸ | 1997 LE10        | ۶ ژوئن ۱۹۹۷     |
| ۲۱۳۶۹ | Gertfinger       | ۸ ژوئیه ۱۹۹۷    |
| ۲۱۳۷۰ | 1997 TB28        | ۱ اکتبر ۱۹۹۷    |
| ۲۱۳۷۱ | 1997 TD28        | ۱ اکتبر ۱۹۹۷    |
| ۲۱۳۷۲ | 1997 TM28        | ۶ اکتبر ۱۹۹۷    |
| ۲۱۳۷۳ | 1997 VF6         | ۹ نوامبر ۱۹۹۷   |
| ۲۱۳۷۴ | 1997 WS22        | ۲۴ نوامبر ۱۹۹۷  |
| ۲۱۳۷۵ | 1997 YZ17        | ۳۱ دسامبر ۱۹۹۷  |
| ۲۱۳۷۶ | 1998 BP8         | ۲۵ ژانویه ۱۹۹۸  |
| ۲۱۳۷۷ | 1998 CO1         | ۶ فوریه ۱۹۹۸    |
| ۲۱۳۷۸ | 1998 CJ4         | ۶ فوریه ۱۹۹۸    |
| ۲۱۳۷۹ | 1998 DU13        | ۲۷ فوریه ۱۹۹۸   |
| ۲۱۳۸۰ | Devanssay        | ۲۷ فوریه ۱۹۹۸   |
| ۲۱۳۸۰ | 1998 EN          | ۲ مارس ۱۹۹۸     |
| ۲۱۳۸۲ | 1998 EB8         | ۲ مارس ۱۹۹۸     |
| ۲۱۳۸۳ | 1998 EC9         | ۲ مارس ۱۹۹۸     |
| ۲۱۳۸۴ | 1998 EB10        | ۱ مارس ۱۹۹۸     |
| ۲۱۳۸۵ | 1998 FV8         | ۲۲ مارس ۱۹۹۸    |
| ۲۱۳۸۶ | 1998 FC9         | ۲۲ مارس ۱۹۹۸    |
| ۲۱۳۸۷ | Wafakhalil       | ۲۰ مارس ۱۹۹۸    |
| ۲۱۳۸۸ | Moyanodeburt     | ۲۰ مارس ۱۹۹۸    |
| ۲۱۳۸۹ | Pshenichka       | ۲۰ مارس ۱۹۹۸    |
| ۲۱۳۹۰ | Shindo           | ۲۰ مارس ۱۹۹۸    |
| ۲۱۳۹۱ | Rotanner         | ۲۰ مارس ۱۹۹۸    |
| ۲۱۳۹۲ | Helibrochier     | ۲۰ مارس ۱۹۹۸    |
| ۲۱۳۹۳ | Kalygeringer     | ۲۰ مارس ۱۹۹۸    |
| ۲۱۳۹۴ | Justinbecker     | ۲۰ مارس ۱۹۹۸    |
| ۲۱۳۹۵ | Albertofilho     | ۲۰ مارس ۱۹۹۸    |
| ۲۱۳۹۶ | Fisher-Ives      | ۲۰ مارس ۱۹۹۸    |
| ۲۱۳۹۷ | Leontovich       | ۲۰ مارس ۱۹۹۸    |
| ۲۱۳۹۸ | Zengguoshou      | ۲۰ مارس ۱۹۹۸    |
| ۲۱۳۹۹ | Bateman          | ۲۰ مارس ۱۹۹۸    |
| ۲۱۴۰۰ | Ahdout           | ۲۰ مارس ۱۹۹۸    |
| ۲۱۴۰۱ | Justinkovac      | ۲۰ مارس ۱۹۹۸    |
| ۲۱۴۰۲ | Shanhuang        | ۲۰ مارس ۱۹۹۸    |
| ۲۱۴۰۳ | Haken            | ۲۰ مارس ۱۹۹۸    |
| ۲۱۴۰۴ | Atluri           | ۲۰ مارس ۱۹۹۸    |
| ۲۱۴۰۵ | Sagarmehta       | ۲۰ مارس ۱۹۹۸    |
| ۲۱۴۰۶ | Jimyang          | ۲۰ مارس ۱۹۹۸    |
| ۲۱۴۰۷ | Jessicabaker     | ۲۰ مارس ۱۹۹۸    |
| ۲۱۴۰۸ | Lyrahaas         | ۲۰ مارس ۱۹۹۸    |
| ۲۱۴۰۹ | Forbes           | ۲۰ مارس ۱۹۹۸    |
| ۲۱۴۱۰ | Cahill           | ۲۰ مارس ۱۹۹۸    |
| ۲۱۴۱۱ | Abifraeman       | ۲۰ مارس ۱۹۹۸    |
| ۲۱۴۱۲ | Sinchanban       | ۲۰ مارس ۱۹۹۸    |
| ۲۱۴۱۳ | Albertsao        | ۲۰ مارس ۱۹۹۸    |
| ۲۱۴۱۴ | Blumenthal       | ۲۰ مارس ۱۹۹۸    |
| ۲۱۴۱۵ | Nicobrenner      | ۲۰ مارس ۱۹۹۸    |
| ۲۱۴۱۶ | Sisichen         | ۲۰ مارس ۱۹۹۸    |
| ۲۱۴۱۷ | Kelleyharris     | ۲۰ مارس ۱۹۹۸    |
| ۲۱۴۱۸ | Bustos           | ۲۰ مارس ۱۹۹۸    |
| ۲۱۴۱۹ | Devience         | ۲۰ مارس ۱۹۹۸    |
| ۲۱۴۲۰ | 1998 FL74        | ۲۱ مارس ۱۹۹۸    |
| ۲۱۴۲۱ | Nealwadhwa       | ۲۴ مارس ۱۹۹۸    |
| ۲۱۴۲۲ | Alexacarey       | ۲۴ مارس ۱۹۹۸    |
| ۲۱۴۲۳ | Credo            | ۲۴ مارس ۱۹۹۸    |
| ۲۱۴۲۴ | Faithchang       | ۲۴ مارس ۱۹۹۸    |
| ۲۱۴۲۵ | Cordwell         | ۲۴ مارس ۱۹۹۸    |
| ۲۱۴۲۶ | Davidbauer       | ۲۴ مارس ۱۹۹۸    |
| ۲۱۴۲۷ | Ryanharrison     | ۳۱ مارس ۱۹۹۸    |
| ۲۱۴۲۸ | Junehokim        | ۳۱ مارس ۱۹۹۸    |
| ۲۱۴۲۹ | Gulati           | ۳۱ مارس ۱۹۹۸    |
| ۲۱۴۳۰ | Brubrew          | ۳۱ مارس ۱۹۹۸    |
| ۲۱۴۳۱ | Amberhess        | ۳۱ مارس ۱۹۹۸    |
| ۲۱۴۳۲ | Polingloh        | ۳۱ مارس ۱۹۹۸    |
| ۲۱۴۳۳ | Stekramer        | ۳۱ مارس ۱۹۹۸    |
| ۲۱۴۳۴ | Stanchiang       | ۳۱ مارس ۱۹۹۸    |
| ۲۱۴۳۵ | Aharon           | ۳۱ مارس ۱۹۹۸    |
| ۲۱۴۳۶ | Chaoyichi        | ۳۱ مارس ۱۹۹۸    |
| ۲۱۴۳۷ | Georgechen       | ۳۱ مارس ۱۹۹۸    |
| ۲۱۴۳۸ | Camibarnett      | ۲۰ مارس ۱۹۹۸    |
| ۲۱۴۳۹ | Robenzing        | ۲۰ مارس ۱۹۹۸    |
| ۲۱۴۴۰ | Elizacollins     | ۲۴ مارس ۱۹۹۸    |
| ۲۱۴۴۱ | Stevencondie     | ۲۹ مارس ۱۹۹۸    |
| ۲۱۴۴۲ | 1998 GF1         | ۴ آوریل ۱۹۹۸    |
| ۲۱۴۴۳ | 1998 HN8         | ۱۷ آوریل ۱۹۹۸   |
| ۲۱۴۴۴ | 1998 HT8         | ۱۷ آوریل ۱۹۹۸   |
| ۲۱۴۴۵ | Pegconnolly      | ۱۸ آوریل ۱۹۹۸   |
| ۲۱۴۴۶ | Tedflint         | ۱۸ آوریل ۱۹۹۸   |
| ۲۱۴۴۷ | Yungchieh        | ۱۸ آوریل ۱۹۹۸   |
| ۲۱۴۴۸ | Galindo          | ۲۰ آوریل ۱۹۹۸   |
| ۲۱۴۴۹ | Hemmick          | ۲۰ آوریل ۱۹۹۸   |
| ۲۱۴۵۰ | Kissel           | ۲۰ آوریل ۱۹۹۸   |
| ۲۱۴۵۱ | Fisher           | ۲۸ آوریل ۱۹۹۸   |
| ۲۱۴۵۲ | 1998 HA29        | ۲۳ آوریل ۱۹۹۸   |
| ۲۱۴۵۳ | Victorlevine     | ۲۰ آوریل ۱۹۹۸   |
| ۲۱۴۵۴ | Chernoby         | ۲۰ آوریل ۱۹۹۸   |
| ۲۱۴۵۵ | Mcfarland        | ۲۰ آوریل ۱۹۹۸   |
| ۲۱۴۵۶ | Myers            | ۲۰ آوریل ۱۹۹۸   |
| ۲۱۴۵۷ | Fevig            | ۲۵ آوریل ۱۹۹۸   |
| ۲۱۴۵۸ | Susank           | ۲۵ آوریل ۱۹۹۸   |
| ۲۱۴۵۹ | Chrisrussell     | ۳۰ آوریل ۱۹۹۸   |
| ۲۱۴۶۰ | Ryozo            | ۳۰ آوریل ۱۹۹۸   |
| ۲۱۴۶۱ | Alexchernyak     | ۲۱ آوریل ۱۹۹۸   |
| ۲۱۴۶۲ | Karenedbal       | ۲۱ آوریل ۱۹۹۸   |
| ۲۱۴۶۳ | Nickerson        | ۲۱ آوریل ۱۹۹۸   |
| ۲۱۴۶۴ | Chinaroonchai    | ۲۱ آوریل ۱۹۹۸   |
| ۲۱۴۶۵ | Michelepatt      | ۲۱ آوریل ۱۹۹۸   |
| ۲۱۴۶۶ | Franpelrine      | ۲۱ آوریل ۱۹۹۸   |
| ۲۱۴۶۷ | Rosenstein       | ۲۱ آوریل ۱۹۹۸   |
| ۲۱۴۶۸ | Saylor           | ۲۱ آوریل ۱۹۹۸   |
| ۲۱۴۶۹ | Robschum         | ۲۱ آوریل ۱۹۹۸   |
| ۲۱۴۷۰ | Frankchuang      | ۲۱ آوریل ۱۹۹۸   |
| ۲۱۴۷۱ | Pavelchvykov     | ۲۱ آوریل ۱۹۹۸   |
| ۲۱۴۷۲ | Stimson          | ۲۱ آوریل ۱۹۹۸   |
| ۲۱۴۷۳ | Petesullivan     | ۲۱ آوریل ۱۹۹۸   |
| ۲۱۴۷۴ | Pamelatsai       | ۲۱ آوریل ۱۹۹۸   |
| ۲۱۴۷۵ | Jasonclain       | ۲۱ آوریل ۱۹۹۸   |
| ۲۱۴۷۶ | Petrie           | ۲۸ آوریل ۱۹۹۸   |
| ۲۱۴۷۷ | Terikdaly        | ۲۳ آوریل ۱۹۹۸   |
| ۲۱۴۷۸ | Maggiedelano     | ۲۳ آوریل ۱۹۹۸   |
| ۲۱۴۷۹ | Marymartha       | ۲۳ آوریل ۱۹۹۸   |
| ۲۱۴۸۰ | Jilltucker       | ۲۳ آوریل ۱۹۹۸   |
| ۲۱۴۸۱ | Johnwarren       | ۲۳ آوریل ۱۹۹۸   |
| ۲۱۴۸۲ | Patashnick       | ۱۹ آوریل ۱۹۹۸   |
| ۲۱۴۸۳ | Abdulrasool      | ۱۹ آوریل ۱۹۹۸   |
| ۲۱۴۸۴ | Eppard           | ۱۹ آوریل ۱۹۹۸   |
| ۲۱۴۸۵ | Ash              | ۲۰ آوریل ۱۹۹۸   |
| ۲۱۴۸۶ | 1998 HA148       | ۲۵ آوریل ۱۹۹۸   |
| ۲۱۴۸۷ | 1998 HV148       | ۲۵ آوریل ۱۹۹۸   |
| ۲۱۴۸۸ | Danyellelee      | ۲۱ آوریل ۱۹۹۸   |
| ۲۱۴۸۸ | 1998 JU          | ۱ مه ۱۹۹۸       |
| ۲۱۴۸۸ | 1998 JW          | ۱ مه ۱۹۹۸       |
| ۲۱۴۹۱ | 1998 JL1         | ۱ مه ۱۹۹۸       |
| ۲۱۴۹۲ | 1998 JQ1         | ۱ مه ۱۹۹۸       |
| ۲۱۴۹۳ | 1998 JA2         | ۱ مه ۱۹۹۸       |
| ۲۱۴۹۴ | 1998 JE2         | ۱ مه ۱۹۹۸       |
| ۲۱۴۹۵ | Feaga            | ۱ مه ۱۹۹۸       |
| ۲۱۴۹۶ | Lijianyang       | ۱ مه ۱۹۹۸       |
| ۲۱۴۹۷ | Alicehine        | ۱ مه ۱۹۹۸       |
| ۲۱۴۹۸ | Keenanferar      | ۲۲ مه ۱۹۹۸      |
| ۲۱۴۹۹ | Perillat         | ۲۲ مه ۱۹۹۸      |
| ۲۱۵۰۰ | Vazquez          | ۲۲ مه ۱۹۹۸      |
| ۲۱۵۰۱ | Acevedo          | ۲۳ مه ۱۹۹۸      |
| ۲۱۵۰۲ | Cruz             | ۲۴ مه ۱۹۹۸      |
| ۲۱۵۰۳ | Beksha           | ۲۲ مه ۱۹۹۸      |
| ۲۱۵۰۴ | Caseyfreeman     | ۲۲ مه ۱۹۹۸      |
| ۲۱۵۰۵ | Bernert          | ۲۲ مه ۱۹۹۸      |
| ۲۱۵۰۶ | Betsill          | ۲۲ مه ۱۹۹۸      |
| ۲۱۵۰۷ | Bhasin           | ۲۲ مه ۱۹۹۸      |
| ۲۱۵۰۸ | Benbrewer        | ۲۲ مه ۱۹۹۸      |
| ۲۱۵۰۹ | Lucascavin       | ۲۲ مه ۱۹۹۸      |
| ۲۱۵۱۰ | Chemnitz         | ۲۲ مه ۱۹۹۸      |
| ۲۱۵۱۱ | Chiardola        | ۲۲ مه ۱۹۹۸      |
| ۲۱۵۱۲ | Susieclary       | ۲۲ مه ۱۹۹۸      |
| ۲۱۵۱۳ | Bethcochran      | ۲۲ مه ۱۹۹۸      |
| ۲۱۵۱۴ | Gamalski         | ۲۲ مه ۱۹۹۸      |
| ۲۱۵۱۵ | Gavini           | ۲۳ مه ۱۹۹۸      |
| ۲۱۵۱۶ | Mariagodinez     | ۲۳ مه ۱۹۹۸      |
| ۲۱۵۱۷ | Dobi             | ۲۳ مه ۱۹۹۸      |
| ۲۱۵۱۸ | Maysunhasan      | ۲۳ مه ۱۹۹۸      |
| ۲۱۵۱۹ | Josephhenry      | ۲۳ مه ۱۹۹۸      |
| ۲۱۵۲۰ | Dianaeheart      | ۲۳ مه ۱۹۹۸      |
| ۲۱۵۲۱ | Hippalgaonkar    | ۲۳ مه ۱۹۹۸      |
| ۲۱۵۲۲ | Entwisle         | ۱۹ ژوئن ۱۹۹۸    |
| ۲۱۵۲۳ | GONG             | ۲۶ ژوئن ۱۹۹۸    |
| ۲۱۵۲۴ | 1998 MB16        | ۲۱ ژوئن ۱۹۹۸    |
| ۲۱۵۲۵ | 1998 MP23        | ۲۵ ژوئن ۱۹۹۸    |
| ۲۱۵۲۶ | Mirano           | ۳۰ ژوئن ۱۹۹۸    |
| ۲۱۵۲۷ | Horton           | ۲۴ ژوئن ۱۹۹۸    |
| ۲۱۵۲۸ | Chrisfaust       | ۲۴ ژوئن ۱۹۹۸    |
| ۲۱۵۲۹ | Johnjames        | ۲۶ ژوئن ۱۹۹۸    |
| ۲۱۵۳۰ | Despiau          | ۲۶ ژوئن ۱۹۹۸    |
| ۲۱۵۳۱ | Billcollin       | ۲۰ ژوئیه ۱۹۹۸   |
| ۲۱۵۳۱ | 1998 OY          | ۲۰ ژوئیه ۱۹۹۸   |
| ۲۱۵۳۳ | 1998 OR12        | ۲۶ ژوئیه ۱۹۹۸   |
| ۲۱۵۳۴ | 1998 OV12        | ۲۶ ژوئیه ۱۹۹۸   |
| ۲۱۵۳۵ | 1998 OX13        | ۲۶ ژوئیه ۱۹۹۸   |
| ۲۱۵۳۶ | 1998 OV14        | ۲۶ ژوئیه ۱۹۹۸   |
| ۲۱۵۳۷ | Frechet          | ۱۵ اوت ۱۹۹۸     |
| ۲۱۵۳۸ | 1998 QN1         | ۱۷ اوت ۱۹۹۸     |
| ۲۱۵۳۹ | Josefhlavka      | ۲۰ اوت ۱۹۹۸     |
| ۲۱۵۴۰ | Itthipanyanan    | ۱۷ اوت ۱۹۹۸     |
| ۲۱۵۴۱ | Friskop          | ۱۷ اوت ۱۹۹۸     |
| ۲۱۵۴۲ | Kennajeannet     | ۱۷ اوت ۱۹۹۸     |
| ۲۱۵۴۳ | Jessop           | ۱۷ اوت ۱۹۹۸     |
| ۲۱۵۴۴ | Hermainkhan      | ۱۷ اوت ۱۹۹۸     |
| ۲۱۵۴۵ | Koirala          | ۱۷ اوت ۱۹۹۸     |
| ۲۱۵۴۶ | Konermann        | ۱۷ اوت ۱۹۹۸     |
| ۲۱۵۴۷ | Kottapalli       | ۱۷ اوت ۱۹۹۸     |
| ۲۱۵۴۸ | Briekugler       | ۱۷ اوت ۱۹۹۸     |
| ۲۱۵۴۹ | Carolinelang     | ۱۷ اوت ۱۹۹۸     |
| ۲۱۵۵۰ | Laviolette       | ۱۷ اوت ۱۹۹۸     |
| ۲۱۵۵۱ | Geyang           | ۱۷ اوت ۱۹۹۸     |
| ۲۱۵۵۲ | Richardlee       | ۱۷ اوت ۱۹۹۸     |
| ۲۱۵۵۳ | Monchicourt      | ۲۶ اوت ۱۹۹۸     |
| ۲۱۵۵۴ | Leechaohsi       | ۲۴ اوت ۱۹۹۸     |
| ۲۱۵۵۵ | Levary           | ۲۴ اوت ۱۹۹۸     |
| ۲۱۵۵۶ | Christineli      | ۲۴ اوت ۱۹۹۸     |
| ۲۱۵۵۷ | Daniellitt       | ۲۴ اوت ۱۹۹۸     |
| ۲۱۵۵۸ | Alisonliu        | ۲۴ اوت ۱۹۹۸     |
| ۲۱۵۵۹ | Jingyuanluo      | ۲۴ اوت ۱۹۹۸     |
| ۲۱۵۶۰ | Analyons         | ۲۸ اوت ۱۹۹۸     |
| ۲۱۵۶۱ | Masterman        | ۲۸ اوت ۱۹۹۸     |
| ۲۱۵۶۲ | Chrismessick     | ۱۹ اوت ۱۹۹۸     |
| ۲۱۵۶۳ | Chetgervais      | ۱۹ اوت ۱۹۹۸     |
| ۲۱۵۶۴ | Widmanstatten    | ۲۶ اوت ۱۹۹۸     |
| ۲۱۵۶۵ | 1998 QZ102       | ۲۶ اوت ۱۹۹۸     |
| ۲۱۵۶۶ | 1998 QM103       | ۲۶ اوت ۱۹۹۸     |
| ۲۱۵۶۷ | 1998 RB2         | ۱ سپتامبر ۱۹۹۸  |
| ۲۱۵۶۸ | Evanmorikawa     | ۱۴ سپتامبر ۱۹۹۸ |
| ۲۱۵۶۹ | 1998 RX12        | ۱۴ سپتامبر ۱۹۹۸ |
| ۲۱۵۷۰ | Muralidhar       | ۱۴ سپتامبر ۱۹۹۸ |
| ۲۱۵۷۱ | Naegeli          | ۱۴ سپتامبر ۱۹۹۸ |
| ۲۱۵۷۲ | Nguyen-McCarty   | ۱۴ سپتامبر ۱۹۹۸ |
| ۲۱۵۷۳ | 1998 RP70        | ۱۴ سپتامبر ۱۹۹۸ |
| ۲۱۵۷۴ | Ouzan            | ۱۴ سپتامبر ۱۹۹۸ |
| ۲۱۵۷۵ | Padmanabhan      | ۱۴ سپتامبر ۱۹۹۸ |
| ۲۱۵۷۶ | McGivney         | ۱۹ سپتامبر ۱۹۹۸ |
| ۲۱۵۷۷ | Negron           | ۱۷ سپتامبر ۱۹۹۸ |
| ۲۱۵۷۸ | 1998 SN27        | ۲۴ سپتامبر ۱۹۹۸ |
| ۲۱۵۷۹ | 1998 SK45        | ۲۵ سپتامبر ۱۹۹۸ |
| ۲۱۵۸۰ | Portalatin       | ۱۷ سپتامبر ۱۹۹۸ |
| ۲۱۵۸۱ | Ernestoruiz      | ۱۷ سپتامبر ۱۹۹۸ |
| ۲۱۵۸۲ | Arunvenkataraman | ۱۷ سپتامبر ۱۹۹۸ |
| ۲۱۵۸۳ | Caropietsch      | ۲۶ سپتامبر ۱۹۹۸ |
| ۲۱۵۸۴ | Polepeddi        | ۲۶ سپتامبر ۱۹۹۸ |
| ۲۱۵۸۵ | Polmear          | ۲۶ سپتامبر ۱۹۹۸ |
| ۲۱۵۸۶ | Pourkaviani      | ۲۶ سپتامبر ۱۹۹۸ |
| ۲۱۵۸۷ | Christopynn      | ۲۶ سپتامبر ۱۹۹۸ |
| ۲۱۵۸۸ | Gianelli         | ۲۶ سپتامبر ۱۹۹۸ |
| ۲۱۵۸۹ | Rafes            | ۲۶ سپتامبر ۱۹۹۸ |
| ۲۱۵۸۹ | 1998 TK          | ۱۰ اکتبر ۱۹۹۸   |
| ۲۱۵۹۱ | 1998 TA6         | ۱۵ اکتبر ۱۹۹۸   |
| ۲۱۵۹۲ | 1998 VJ5         | ۸ نوامبر ۱۹۹۸   |
| ۲۱۵۹۳ | 1998 VL27        | ۱۰ نوامبر ۱۹۹۸  |
| ۲۱۵۹۴ | 1998 VP31        | ۱۳ نوامبر ۱۹۹۸  |
| ۲۱۵۹۵ | 1998 WJ5         | ۱۸ نوامبر ۱۹۹۸  |
| ۲۱۵۹۶ | 1998 WG7         | ۲۳ نوامبر ۱۹۹۸  |
| ۲۱۵۹۷ | 1998 WA8         | ۱۸ نوامبر ۱۹۹۸  |
| ۲۱۵۹۸ | 1998 WP9         | ۲۸ نوامبر ۱۹۹۸  |
| ۲۱۵۹۹ | 1998 WA15        | ۲۱ نوامبر ۱۹۹۸  |
| ۲۱۶۰۰ | 1998 XL5         | ۷ دسامبر ۱۹۹۸   |
| ۲۱۶۰۱ | 1998 XO89        | ۱۵ دسامبر ۱۹۹۸  |
| ۲۱۶۰۲ | Ialmenus         | ۱۷ دسامبر ۱۹۹۸  |
| ۲۱۶۰۲ | 1999 BY          | ۱۷ ژانویه ۱۹۹۹  |
| ۲۱۶۰۴ | 1999 BS3         | ۱۹ ژانویه ۱۹۹۹  |
| ۲۱۶۰۵ | Reynoso          | ۱۲ فوریه ۱۹۹۹   |
| ۲۱۶۰۶ | 1999 FH6         | ۱۷ مارس ۱۹۹۹    |
| ۲۱۶۰۷ | Robel            | ۶ آوریل ۱۹۹۹    |
| ۲۱۶۰۸ | Gloyna           | ۷ آوریل ۱۹۹۹    |
| ۲۱۶۰۹ | Williamcaleb     | ۱۰ مه ۱۹۹۹      |
| ۲۱۶۱۰ | Rosengard        | ۱۰ مه ۱۹۹۹      |
| ۲۱۶۱۱ | Rosoff           | ۱۰ مه ۱۹۹۹      |
| ۲۱۶۱۲ | Chelsagloria     | ۱۰ مه ۱۹۹۹      |
| ۲۱۶۱۳ | Schlecht         | ۱۲ مه ۱۹۹۹      |
| ۲۱۶۱۴ | Grochowski       | ۱۰ مه ۱۹۹۹      |
| ۲۱۶۱۵ | Guardamano       | ۱۰ مه ۱۹۹۹      |
| ۲۱۶۱۶ | Guhagilford      | ۱۲ مه ۱۹۹۹      |
| ۲۱۶۱۷ | Johnhagen        | ۱۳ مه ۱۹۹۹      |
| ۲۱۶۱۸ | Sheikh           | ۱۳ مه ۱۹۹۹      |
| ۲۱۶۱۹ | Johnshopkins     | ۹ مه ۱۹۹۹       |
| ۲۱۶۱۹ | 1999 KU          | ۱۶ مه ۱۹۹۹      |
| ۲۱۶۲۱ | Sherman          | ۲۰ مه ۱۹۹۹      |
| ۲۱۶۲۲ | Victorshia       | ۹ ژوئن ۱۹۹۹     |
| ۲۱۶۲۳ | Albertshieh      | ۹ ژوئن ۱۹۹۹     |
| ۲۱۶۲۴ | 1999 NA1         | ۱۱ ژوئیه ۱۹۹۹   |
| ۲۱۶۲۵ | Seira            | ۱۲ ژوئیه ۱۹۹۹   |
| ۲۱۶۲۶ | Matthewhall      | ۱۲ ژوئیه ۱۹۹۹   |
| ۲۱۶۲۷ | Sillis           | ۱۳ ژوئیه ۱۹۹۹   |
| ۲۱۶۲۸ | Lucashof         | ۱۳ ژوئیه ۱۹۹۹   |
| ۲۱۶۲۹ | Siperstein       | ۱۳ ژوئیه ۱۹۹۹   |
| ۲۱۶۳۰ | Wootensmith      | ۱۳ ژوئیه ۱۹۹۹   |
| ۲۱۶۳۱ | Stephenhonan     | ۱۳ ژوئیه ۱۹۹۹   |
| ۲۱۶۳۲ | Suwanasri        | ۱۳ ژوئیه ۱۹۹۹   |
| ۲۱۶۳۳ | Hsingpenyuan     | ۱۳ ژوئیه ۱۹۹۹   |
| ۲۱۶۳۴ | Huangweikang     | ۱۴ ژوئیه ۱۹۹۹   |
| ۲۱۶۳۵ | Micahtoll        | ۱۴ ژوئیه ۱۹۹۹   |
| ۲۱۶۳۶ | Huertas          | ۱۴ ژوئیه ۱۹۹۹   |
| ۲۱۶۳۷ | Ninahuffman      | ۱۴ ژوئیه ۱۹۹۹   |
| ۲۱۶۳۸ | Nicjachowski     | ۱۴ ژوئیه ۱۹۹۹   |
| ۲۱۶۳۹ | Davidkaufman     | ۱۴ ژوئیه ۱۹۹۹   |
| ۲۱۶۴۰ | Petekirkland     | ۱۴ ژوئیه ۱۹۹۹   |
| ۲۱۶۴۱ | Tiffanyko        | ۱۴ ژوئیه ۱۹۹۹   |
| ۲۱۶۴۲ | Kominers         | ۱۴ ژوئیه ۱۹۹۹   |
| ۲۱۶۴۳ | Kornev           | ۱۴ ژوئیه ۱۹۹۹   |
| ۲۱۶۴۴ | Vinay            | ۱۳ ژوئیه ۱۹۹۹   |
| ۲۱۶۴۵ | Chentsaiwei      | ۱۴ ژوئیه ۱۹۹۹   |
| ۲۱۶۴۶ | Joshuaturner     | ۱۲ ژوئیه ۱۹۹۹   |
| ۲۱۶۴۷ | Carlturner       | ۱۲ ژوئیه ۱۹۹۹   |
| ۲۱۶۴۸ | Gravanschaik     | ۱۲ ژوئیه ۱۹۹۹   |
| ۲۱۶۴۹ | Vardhana         | ۱۳ ژوئیه ۱۹۹۹   |
| ۲۱۶۵۰ | Tilgner          | ۱۷ ژوئیه ۱۹۹۹   |
| ۲۱۶۵۰ | Tilgner          | OF۱             |
| ۲۱۶۵۲ | Vasishtha        | ۲۲ ژوئیه ۱۹۹۹   |
| ۲۱۶۵۳ | Davidwang        | ۲۲ ژوئیه ۱۹۹۹   |
| ۲۱۶۵۳ | 1999 PZ          | ۵ اوت ۱۹۹۹      |
| ۲۱۶۵۵ | Niklauswirth     | ۸ اوت ۱۹۹۹      |
| ۲۱۶۵۶ | Knuth            | ۹ اوت ۱۹۹۹      |
| ۲۱۶۵۷ | 1999 PZ1         | ۱۰ اوت ۱۹۹۹     |
| ۲۱۶۵۸ | 1999 PA2         | ۱۰ اوت ۱۹۹۹     |
| ۲۱۶۵۹ | Fredholm         | ۱۳ اوت ۱۹۹۹     |
| ۲۱۶۶۰ | Velenia          | ۲۰ اوت ۱۹۹۹     |
| ۲۱۶۶۱ | Olgagermani      | ۱ سپتامبر ۱۹۹۹  |
| ۲۱۶۶۲ | Benigni          | ۱ سپتامبر ۱۹۹۹  |
| ۲۱۶۶۳ | Banat            | ۳ سپتامبر ۱۹۹۹  |
| ۲۱۶۶۴ | Konradzuse       | ۴ سپتامبر ۱۹۹۹  |
| ۲۱۶۶۵ | Frege            | ۵ سپتامبر ۱۹۹۹  |
| ۲۱۶۶۶ | 1999 RW1         | ۵ سپتامبر ۱۹۹۹  |
| ۲۱۶۶۷ | 1999 RB3         | ۶ سپتامبر ۱۹۹۹  |
| ۲۱۶۶۸ | 1999 RS6         | ۳ سپتامبر ۱۹۹۹  |
| ۲۱۶۶۹ | 1999 RF8         | ۴ سپتامبر ۱۹۹۹  |
| ۲۱۶۷۰ | Kuan             | ۷ سپتامبر ۱۹۹۹  |
| ۲۱۶۷۱ | Warrener         | ۷ سپتامبر ۱۹۹۹  |
| ۲۱۶۷۲ | Laichunju        | ۷ سپتامبر ۱۹۹۹  |
| ۲۱۶۷۳ | Leatherman       | ۷ سپتامبر ۱۹۹۹  |
| ۲۱۶۷۴ | Renaldowebb      | ۷ سپتامبر ۱۹۹۹  |
| ۲۱۶۷۵ | Kaitlinmaria     | ۷ سپتامبر ۱۹۹۹  |
| ۲۱۶۷۶ | Maureenanne      | ۷ سپتامبر ۱۹۹۹  |
| ۲۱۶۷۷ | Tylerlyon        | ۷ سپتامبر ۱۹۹۹  |
| ۲۱۶۷۸ | Lindner          | ۵ سپتامبر ۱۹۹۹  |
| ۲۱۶۷۹ | Bettypalermiti   | ۸ سپتامبر ۱۹۹۹  |
| ۲۱۶۸۰ | Richardschwartz  | ۹ سپتامبر ۱۹۹۹  |
| ۲۱۶۸۱ | 1999 RN32        | ۹ سپتامبر ۱۹۹۹  |
| ۲۱۶۸۲ | Pestafrantisek   | ۹ سپتامبر ۱۹۹۹  |
| ۲۱۶۸۳ | Segal            | ۹ سپتامبر ۱۹۹۹  |
| ۲۱۶۸۴ | Alinafiocca      | ۴ سپتامبر ۱۹۹۹  |
| ۲۱۶۸۵ | Francomallia     | ۱۱ سپتامبر ۱۹۹۹ |
| ۲۱۶۸۶ | Koschny          | ۱۱ سپتامبر ۱۹۹۹ |
| ۲۱۶۸۷ | Filopanti        | ۱۱ سپتامبر ۱۹۹۹ |
| ۲۱۶۸۸ | 1999 RK37        | ۱۱ سپتامبر ۱۹۹۹ |
| ۲۱۶۸۹ | 1999 RL38        | ۱۳ سپتامبر ۱۹۹۹ |
| ۲۱۶۹۰ | 1999 RA39        | ۱۳ سپتامبر ۱۹۹۹ |
| ۲۱۶۹۱ | 1999 RC42        | ۱۳ سپتامبر ۱۹۹۹ |
| ۲۱۶۹۲ | 1999 RH44        | ۱۵ سپتامبر ۱۹۹۹ |
| ۲۱۶۹۳ | 1999 RT44        | ۱۴ سپتامبر ۱۹۹۹ |
| ۲۱۶۹۴ | Allisowilson     | ۷ سپتامبر ۱۹۹۹  |
| ۲۱۶۹۵ | Hannahwolf       | ۷ سپتامبر ۱۹۹۹  |
| ۲۱۶۹۶ | Ermalmquist      | ۷ سپتامبر ۱۹۹۹  |
| ۲۱۶۹۷ | Mascharak        | ۷ سپتامبر ۱۹۹۹  |
| ۲۱۶۹۸ | McCarron         | ۷ سپتامبر ۱۹۹۹  |
| ۲۱۶۹۹ | Wolpert          | ۷ سپتامبر ۱۹۹۹  |
| ۲۱۷۰۰ | Caseynicole      | ۷ سپتامبر ۱۹۹۹  |
| ۲۱۷۰۱ | Gabemendoza      | ۷ سپتامبر ۱۹۹۹  |
| ۲۱۷۰۲ | Prisymendoza     | ۷ سپتامبر ۱۹۹۹  |
| ۲۱۷۰۳ | Shravanimikk     | ۷ سپتامبر ۱۹۹۹  |
| ۲۱۷۰۴ | Mikkilineni      | ۷ سپتامبر ۱۹۹۹  |
| ۲۱۷۰۵ | Subinmin         | ۷ سپتامبر ۱۹۹۹  |
| ۲۱۷۰۶ | Robminehart      | ۷ سپتامبر ۱۹۹۹  |
| ۲۱۷۰۷ | Johnmoore        | ۷ سپتامبر ۱۹۹۹  |
| ۲۱۷۰۸ | Mulhall          | ۷ سپتامبر ۱۹۹۹  |
| ۲۱۷۰۹ | Sethmurray       | ۷ سپتامبر ۱۹۹۹  |
| ۲۱۷۱۰ | Nijhawan         | ۷ سپتامبر ۱۹۹۹  |
| ۲۱۷۱۱ | Wilfredwong      | ۷ سپتامبر ۱۹۹۹  |
| ۲۱۷۱۲ | Obaid            | ۷ سپتامبر ۱۹۹۹  |
| ۲۱۷۱۳ | Michaelolson     | ۷ سپتامبر ۱۹۹۹  |
| ۲۱۷۱۴ | Geoffreywoo      | ۸ سپتامبر ۱۹۹۹  |
| ۲۱۷۱۵ | Palaniappan      | ۸ سپتامبر ۱۹۹۹  |
| ۲۱۷۱۶ | Panchamia        | ۹ سپتامبر ۱۹۹۹  |
| ۲۱۷۱۷ | Pang             | ۹ سپتامبر ۱۹۹۹  |
| ۲۱۷۱۸ | Cheonghapark     | ۹ سپتامبر ۱۹۹۹  |
| ۲۱۷۱۹ | Pasricha         | ۹ سپتامبر ۱۹۹۹  |
| ۲۱۷۲۰ | Pilishvili       | ۹ سپتامبر ۱۹۹۹  |
| ۲۱۷۲۱ | Feiniqu          | ۹ سپتامبر ۱۹۹۹  |
| ۲۱۷۲۲ | Rambhia          | ۹ سپتامبر ۱۹۹۹  |
| ۲۱۷۲۳ | Yinyinwu         | ۹ سپتامبر ۱۹۹۹  |
| ۲۱۷۲۴ | Ratai            | ۹ سپتامبر ۱۹۹۹  |
| ۲۱۷۲۵ | Zhongyuechen     | ۹ سپتامبر ۱۹۹۹  |
| ۲۱۷۲۶ | Rezvanian        | ۹ سپتامبر ۱۹۹۹  |
| ۲۱۷۲۷ | Rhines           | ۹ سپتامبر ۱۹۹۹  |
| ۲۱۷۲۸ | Zhuzhirui        | ۹ سپتامبر ۱۹۹۹  |
| ۲۱۷۲۹ | Kimrichards      | ۹ سپتامبر ۱۹۹۹  |
| ۲۱۷۳۰ | Ignaciorod       | ۹ سپتامبر ۱۹۹۹  |
| ۲۱۷۳۱ | Zhuruochen       | ۹ سپتامبر ۱۹۹۹  |
| ۲۱۷۳۲ | Rumery           | ۹ سپتامبر ۱۹۹۹  |
| ۲۱۷۳۳ | Schlottmann      | ۹ سپتامبر ۱۹۹۹  |
| ۲۱۷۳۴ | 1999 RM146       | ۹ سپتامبر ۱۹۹۹  |
| ۲۱۷۳۵ | Nissaschmidt     | ۹ سپتامبر ۱۹۹۹  |
| ۲۱۷۳۶ | Samaschneid      | ۹ سپتامبر ۱۹۹۹  |
| ۲۱۷۳۷ | Stephenshulz     | ۹ سپتامبر ۱۹۹۹  |
| ۲۱۷۳۸ | Schwank          | ۹ سپتامبر ۱۹۹۹  |
| ۲۱۷۳۹ | Annekeschwob     | ۹ سپتامبر ۱۹۹۹  |
| ۲۱۷۴۰ | 1999 RR159       | ۹ سپتامبر ۱۹۹۹  |
| ۲۱۷۴۱ | 1999 RN162       | ۹ سپتامبر ۱۹۹۹  |
| ۲۱۷۴۲ | Rachaelscott     | ۹ سپتامبر ۱۹۹۹  |
| ۲۱۷۴۳ | Michaelsegal     | ۹ سپتامبر ۱۹۹۹  |
| ۲۱۷۴۴ | Meliselinger     | ۹ سپتامبر ۱۹۹۹  |
| ۲۱۷۴۵ | Shadfan          | ۹ سپتامبر ۱۹۹۹  |
| ۲۱۷۴۶ | Carrieshaw       | ۹ سپتامبر ۱۹۹۹  |
| ۲۱۷۴۷ | Justsolomon      | ۹ سپتامبر ۱۹۹۹  |
| ۲۱۷۴۸ | Srinivasan       | ۹ سپتامبر ۱۹۹۹  |
| ۲۱۷۴۹ | 1999 RM172       | ۹ سپتامبر ۱۹۹۹  |
| ۲۱۷۵۰ | Tartakahashi     | ۹ سپتامبر ۱۹۹۹  |
| ۲۱۷۵۱ | Jennytaylor      | ۹ سپتامبر ۱۹۹۹  |
| ۲۱۷۵۲ | Johnthurmon      | ۹ سپتامبر ۱۹۹۹  |
| ۲۱۷۵۳ | Trudel           | ۹ سپتامبر ۱۹۹۹  |
| ۲۱۷۵۴ | Tvaruzkova       | ۹ سپتامبر ۱۹۹۹  |
| ۲۱۷۵۵ | 1999 RE190       | ۱۰ سپتامبر ۱۹۹۹ |
| ۲۱۷۵۶ | 1999 RB192       | ۱۳ سپتامبر ۱۹۹۹ |
| ۲۱۷۵۷ | 1999 RQ194       | ۷ سپتامبر ۱۹۹۹  |
| ۲۱۷۵۸ | Adrianveres      | ۸ سپتامبر ۱۹۹۹  |
| ۲۱۷۵۹ | 1999 RG197       | ۸ سپتامبر ۱۹۹۹  |
| ۲۱۷۶۰ | 1999 RM199       | ۸ سپتامبر ۱۹۹۹  |
| ۲۱۷۶۱ | 1999 RB201       | ۸ سپتامبر ۱۹۹۹  |
| ۲۱۷۶۲ | 1999 RD201       | ۸ سپتامبر ۱۹۹۹  |
| ۲۱۷۶۳ | 1999 RR201       | ۸ سپتامبر ۱۹۹۹  |
| ۲۱۷۶۴ | 1999 RY205       | ۸ سپتامبر ۱۹۹۹  |
| ۲۱۷۶۵ | 1999 RU206       | ۸ سپتامبر ۱۹۹۹  |
| ۲۱۷۶۶ | 1999 RW208       | ۸ سپتامبر ۱۹۹۹  |
| ۲۱۷۶۷ | 1999 RB209       | ۸ سپتامبر ۱۹۹۹  |
| ۲۱۷۶۸ | 1999 RL210       | ۸ سپتامبر ۱۹۹۹  |
| ۲۱۷۶۹ | 1999 RS210       | ۸ سپتامبر ۱۹۹۹  |
| ۲۱۷۷۰ | Wangyiran        | ۸ سپتامبر ۱۹۹۹  |
| ۲۱۷۷۱ | 1999 RQ211       | ۸ سپتامبر ۱۹۹۹  |
| ۲۱۷۷۲ | 1999 RU211       | ۸ سپتامبر ۱۹۹۹  |
| ۲۱۷۷۳ | 1999 RH216       | ۷ سپتامبر ۱۹۹۹  |
| ۲۱۷۷۴ | O'Brien          | ۳ سپتامبر ۱۹۹۹  |
| ۲۱۷۷۵ | Tsiganis         | ۵ سپتامبر ۱۹۹۹  |
| ۲۱۷۷۶ | Kryszczynska     | ۵ سپتامبر ۱۹۹۹  |
| ۲۱۷۷۷ | 1999 RS221       | ۵ سپتامبر ۱۹۹۹  |
| ۲۱۷۷۸ | Andrewarren      | ۷ سپتامبر ۱۹۹۹  |
| ۲۱۷۷۹ | 1999 RE231       | ۸ سپتامبر ۱۹۹۹  |
| ۲۱۷۸۰ | 1999 RY237       | ۸ سپتامبر ۱۹۹۹  |
| ۲۱۷۸۱ | 1999 RE239       | ۸ سپتامبر ۱۹۹۹  |
| ۲۱۷۸۲ | Davemcdonald     | ۸ سپتامبر ۱۹۹۹  |
| ۲۱۷۸۳ | 1999 RR248       | ۷ سپتامبر ۱۹۹۹  |
| ۲۱۷۸۴ | 1999 SO1         | ۱۷ سپتامبر ۱۹۹۹ |
| ۲۱۷۸۵ | Mechain          | ۲۱ سپتامبر ۱۹۹۹ |
| ۲۱۷۸۶ | 1999 SB4         | ۲۹ سپتامبر ۱۹۹۹ |
| ۲۱۷۸۷ | 1999 SG4         | ۲۹ سپتامبر ۱۹۹۹ |
| ۲۱۷۸۸ | 1999 SZ5         | ۳۰ سپتامبر ۱۹۹۹ |
| ۲۱۷۸۹ | Frankwasser      | ۲۹ سپتامبر ۱۹۹۹ |
| ۲۱۷۹۰ | 1999 SN7         | ۲۹ سپتامبر ۱۹۹۹ |
| ۲۱۷۹۱ | Mattweegman      | ۲۹ سپتامبر ۱۹۹۹ |
| ۲۱۷۹۲ | 1999 ST7         | ۲۹ سپتامبر ۱۹۹۹ |
| ۲۱۷۹۳ | 1999 SG8         | ۲۹ سپتامبر ۱۹۹۹ |
| ۲۱۷۹۴ | 1999 SK8         | ۲۹ سپتامبر ۱۹۹۹ |
| ۲۱۷۹۵ | Masi             | ۲۹ سپتامبر ۱۹۹۹ |
| ۲۱۷۹۶ | 1999 SH11        | ۳۰ سپتامبر ۱۹۹۹ |
| ۲۱۷۹۷ | 1999 SW11        | ۳۰ سپتامبر ۱۹۹۹ |
| ۲۱۷۹۸ | Mitchweegman     | ۳۰ سپتامبر ۱۹۹۹ |
| ۲۱۷۹۹ | Ciociaria        | ۱ اکتبر ۱۹۹۹    |
| ۲۱۸۰۰ | 1999 TM1         | ۱ اکتبر ۱۹۹۹    |
| ۲۱۸۰۱ | Ancerl           | ۲ اکتبر ۱۹۹۹    |
| ۲۱۸۰۲ | Svoren           | ۶ اکتبر ۱۹۹۹    |
| ۲۱۸۰۳ | 1999 TC7         | ۶ اکتبر ۱۹۹۹    |
| ۲۱۸۰۴ | Vaclavneumann    | ۴ اکتبر ۱۹۹۹    |
| ۲۱۸۰۵ | 1999 TQ9         | ۸ اکتبر ۱۹۹۹    |
| ۲۱۸۰۶ | 1999 TE14        | ۱۰ اکتبر ۱۹۹۹   |
| ۲۱۸۰۷ | 1999 TH14        | ۱۰ اکتبر ۱۹۹۹   |
| ۲۱۸۰۸ | 1999 TR18        | ۱۴ اکتبر ۱۹۹۹   |
| ۲۱۸۰۹ | 1999 TG19        | ۱۵ اکتبر ۱۹۹۹   |
| ۲۱۸۱۰ | 1999 TK19        | ۹ اکتبر ۱۹۹۹    |
| ۲۱۸۱۱ | Burroughs        | ۵ اکتبر ۱۹۹۹    |
| ۲۱۸۱۲ | 1999 TZ22        | ۳ اکتبر ۱۹۹۹    |
| ۲۱۸۱۳ | Danwinegar       | ۳ اکتبر ۱۹۹۹    |
| ۲۱۸۱۴ | Shanawolff       | ۳ اکتبر ۱۹۹۹    |
| ۲۱۸۱۵ | Fanyang          | ۴ اکتبر ۱۹۹۹    |
| ۲۱۸۱۶ | 1999 TE31        | ۴ اکتبر ۱۹۹۹    |
| ۲۱۸۱۷ | Yingling         | ۴ اکتبر ۱۹۹۹    |
| ۲۱۸۱۸ | Yurkanin         | ۴ اکتبر ۱۹۹۹    |
| ۲۱۸۱۹ | 1999 TX32        | ۴ اکتبر ۱۹۹۹    |
| ۲۱۸۲۰ | 1999 TQ34        | ۲ اکتبر ۱۹۹۹    |
| ۲۱۸۲۱ | Billryan         | ۱۲ اکتبر ۱۹۹۹   |
| ۲۱۸۲۲ | Degiorgi         | ۱۵ اکتبر ۱۹۹۹   |
| ۲۱۸۲۳ | 1999 TX72        | ۹ اکتبر ۱۹۹۹    |
| ۲۱۸۲۴ | 1999 TD75        | ۱۰ اکتبر ۱۹۹۹   |
| ۲۱۸۲۵ | Zhangyizhong     | ۲ اکتبر ۱۹۹۹    |
| ۲۱۸۲۶ | Youjiazhong      | ۲ اکتبر ۱۹۹۹    |
| ۲۱۸۲۷ | Chingzhu         | ۲ اکتبر ۱۹۹۹    |
| ۲۱۸۲۸ | 1999 TN92        | ۲ اکتبر ۱۹۹۹    |
| ۲۱۸۲۹ | Kaylacornale     | ۲ اکتبر ۱۹۹۹    |
| ۲۱۸۳۰ | 1999 TW93        | ۲ اکتبر ۱۹۹۹    |
| ۲۱۸۳۱ | 1999 TX93        | ۲ اکتبر ۱۹۹۹    |
| ۲۱۸۳۲ | 1999 TZ93        | ۲ اکتبر ۱۹۹۹    |
| ۲۱۸۳۳ | 1999 TE95        | ۲ اکتبر ۱۹۹۹    |
| ۲۱۸۳۴ | 1999 TL96        | ۲ اکتبر ۱۹۹۹    |
| ۲۱۸۳۵ | 1999 TN96        | ۲ اکتبر ۱۹۹۹    |
| ۲۱۸۳۶ | 1999 TX96        | ۲ اکتبر ۱۹۹۹    |
| ۲۱۸۳۷ | 1999 TL97        | ۲ اکتبر ۱۹۹۹    |
| ۲۱۸۳۸ | 1999 TM99        | ۲ اکتبر ۱۹۹۹    |
| ۲۱۸۳۹ | 1999 TP100       | ۲ اکتبر ۱۹۹۹    |
| ۲۱۸۴۰ | Ghoshchoudhury   | ۲ اکتبر ۱۹۹۹    |
| ۲۱۸۴۱ | 1999 TE102       | ۲ اکتبر ۱۹۹۹    |
| ۲۱۸۴۲ | 1999 TH102       | ۲ اکتبر ۱۹۹۹    |
| ۲۱۸۴۳ | 1999 TF105       | ۳ اکتبر ۱۹۹۹    |
| ۲۱۸۴۴ | 1999 TN112       | ۴ اکتبر ۱۹۹۹    |
| ۲۱۸۴۵ | 1999 TC113       | ۴ اکتبر ۱۹۹۹    |
| ۲۱۸۴۶ | Wojakowski       | ۴ اکتبر ۱۹۹۹    |
| ۲۱۸۴۷ | 1999 TA116       | ۴ اکتبر ۱۹۹۹    |
| ۲۱۸۴۸ | 1999 TO116       | ۴ اکتبر ۱۹۹۹    |
| ۲۱۸۴۹ | 1999 TA141       | ۶ اکتبر ۱۹۹۹    |
| ۲۱۸۵۰ | Abshir           | ۷ اکتبر ۱۹۹۹    |
| ۲۱۸۵۱ | 1999 TO142       | ۷ اکتبر ۱۹۹۹    |
| ۲۱۸۵۲ | Bolander         | ۷ اکتبر ۱۹۹۹    |
| ۲۱۸۵۳ | Kelseykay        | ۷ اکتبر ۱۹۹۹    |
| ۲۱۸۵۴ | Brendandwyer     | ۷ اکتبر ۱۹۹۹    |
| ۲۱۸۵۵ | 1999 TG150       | ۷ اکتبر ۱۹۹۹    |
| ۲۱۸۵۶ | Heathermaria     | ۷ اکتبر ۱۹۹۹    |
| ۲۱۸۵۷ | 1999 TJ154       | ۷ اکتبر ۱۹۹۹    |
| ۲۱۸۵۸ | Gosal            | ۷ اکتبر ۱۹۹۹    |
| ۲۱۸۵۹ | 1999 TF172       | ۱۰ اکتبر ۱۹۹۹   |
| ۲۱۸۶۰ | Joannaguy        | ۱۰ اکتبر ۱۹۹۹   |
| ۲۱۸۶۱ | Maryhedberg      | ۱۲ اکتبر ۱۹۹۹   |
| ۲۱۸۶۲ | Joshuajones      | ۱۲ اکتبر ۱۹۹۹   |
| ۲۱۸۶۳ | 1999 TC194       | ۱۲ اکتبر ۱۹۹۹   |
| ۲۱۸۶۴ | 1999 TD238       | ۴ اکتبر ۱۹۹۹    |
| ۲۱۸۶۵ | 1999 TD246       | ۸ اکتبر ۱۹۹۹    |
| ۲۱۸۶۶ | 1999 TP247       | ۸ اکتبر ۱۹۹۹    |
| ۲۱۸۶۷ | 1999 TQ251       | ۹ اکتبر ۱۹۹۹    |
| ۲۱۸۶۸ | 1999 TK291       | ۱۰ اکتبر ۱۹۹۹   |
| ۲۱۸۶۹ | 1999 TE296       | ۱ اکتبر ۱۹۹۹    |
| ۲۱۸۷۰ | 1999 UD1         | ۱۶ اکتبر ۱۹۹۹   |
| ۲۱۸۷۱ | 1999 UK2         | ۱۷ اکتبر ۱۹۹۹   |
| ۲۱۸۷۲ | 1999 UP3         | ۱۸ اکتبر ۱۹۹۹   |
| ۲۱۸۷۳ | Jindrichuvhradec | ۲۹ اکتبر ۱۹۹۹   |
| ۲۱۸۷۴ | 1999 UB6         | ۱۸ اکتبر ۱۹۹۹   |
| ۲۱۸۷۵ | 1999 UD6         | ۲۲ اکتبر ۱۹۹۹   |
| ۲۱۸۷۶ | 1999 UL9         | ۲۹ اکتبر ۱۹۹۹   |
| ۲۱۸۷۷ | 1999 UL12        | ۳۱ اکتبر ۱۹۹۹   |
| ۲۱۸۷۸ | 1999 UF13        | ۲۹ اکتبر ۱۹۹۹   |
| ۲۱۸۷۹ | 1999 UH13        | ۲۹ اکتبر ۱۹۹۹   |
| ۲۱۸۸۰ | 1999 UF14        | ۲۹ اکتبر ۱۹۹۹   |
| ۲۱۸۸۱ | 1999 UK15        | ۲۹ اکتبر ۱۹۹۹   |
| ۲۱۸۸۲ | 1999 UL16        | ۲۹ اکتبر ۱۹۹۹   |
| ۲۱۸۸۳ | 1999 UC25        | ۲۸ اکتبر ۱۹۹۹   |
| ۲۱۸۸۴ | 1999 UO26        | ۳۰ اکتبر ۱۹۹۹   |
| ۲۱۸۸۵ | 1999 UY27        | ۳۰ اکتبر ۱۹۹۹   |
| ۲۱۸۸۶ | 1999 UZ35        | ۳۱ اکتبر ۱۹۹۹   |
| ۲۱۸۸۷ | Dipippo          | ۲۰ اکتبر ۱۹۹۹   |
| ۲۱۸۸۸ | Durech           | ۲۹ اکتبر ۱۹۹۹   |
| ۲۱۸۸۹ | 1999 UJ47        | ۲۹ اکتبر ۱۹۹۹   |
| ۲۱۸۹۰ | 1999 UG50        | ۳۰ اکتبر ۱۹۹۹   |
| ۲۱۸۹۱ | 1999 VZ2         | ۱ نوامبر ۱۹۹۹   |
| ۲۱۸۹۲ | 1999 VM3         | ۱ نوامبر ۱۹۹۹   |
| ۲۱۸۹۳ | 1999 VL4         | ۱ نوامبر ۱۹۹۹   |
| ۲۱۸۹۴ | 1999 VQ4         | ۱ نوامبر ۱۹۹۹   |
| ۲۱۸۹۵ | 1999 VA5         | ۵ نوامبر ۱۹۹۹   |
| ۲۱۸۹۶ | 1999 VM6         | ۷ نوامبر ۱۹۹۹   |
| ۲۱۸۹۷ | 1999 VG7         | ۷ نوامبر ۱۹۹۹   |
| ۲۱۸۹۸ | 1999 VJ7         | ۷ نوامبر ۱۹۹۹   |
| ۲۱۸۹۹ | 1999 VU8         | ۸ نوامبر ۱۹۹۹   |
| ۲۱۹۰۰ | 1999 VQ10        | ۹ نوامبر ۱۹۹۹   |
| ۲۱۹۰۱ | 1999 VZ11        | ۱۰ نوامبر ۱۹۹۹  |
| ۲۱۹۰۲ | 1999 VD12        | ۱۰ نوامبر ۱۹۹۹  |
| ۲۱۹۰۳ | Wallace          | ۱۰ نوامبر ۱۹۹۹  |
| ۲۱۹۰۴ | 1999 VV12        | ۱۱ نوامبر ۱۹۹۹  |
| ۲۱۹۰۵ | 1999 VX14        | ۲ نوامبر ۱۹۹۹   |
| ۲۱۹۰۶ | 1999 VH20        | ۱۱ نوامبر ۱۹۹۹  |
| ۲۱۹۰۷ | 1999 VM20        | ۱۱ نوامبر ۱۹۹۹  |
| ۲۱۹۰۸ | 1999 VQ21        | ۱۲ نوامبر ۱۹۹۹  |
| ۲۱۹۰۹ | 1999 VR21        | ۱۲ نوامبر ۱۹۹۹  |
| ۲۱۹۱۰ | 1999 VT23        | ۱۴ نوامبر ۱۹۹۹  |
| ۲۱۹۱۱ | 1999 VW23        | ۱۴ نوامبر ۱۹۹۹  |
| ۲۱۹۱۲ | 1999 VL24        | ۱۵ نوامبر ۱۹۹۹  |
| ۲۱۹۱۳ | Taylorjones      | ۳ نوامبر ۱۹۹۹   |
| ۲۱۹۱۴ | Melakabinoff     | ۳ نوامبر ۱۹۹۹   |
| ۲۱۹۱۵ | Lavins           | ۳ نوامبر ۱۹۹۹   |
| ۲۱۹۱۶ | 1999 VU37        | ۳ نوامبر ۱۹۹۹   |
| ۲۱۹۱۷ | 1999 VY37        | ۳ نوامبر ۱۹۹۹   |
| ۲۱۹۱۸ | 1999 VN45        | ۴ نوامبر ۱۹۹۹   |
| ۲۱۹۱۹ | Luga             | ۳ نوامبر ۱۹۹۹   |
| ۲۱۹۲۰ | 1999 VZ47        | ۳ نوامبر ۱۹۹۹   |
| ۲۱۹۲۱ | Camdenmiller     | ۳ نوامبر ۱۹۹۹   |
| ۲۱۹۲۲ | Mocz             | ۳ نوامبر ۱۹۹۹   |
| ۲۱۹۲۳ | 1999 VT52        | ۳ نوامبر ۱۹۹۹   |
| ۲۱۹۲۴ | Alyssaovaitt     | ۴ نوامبر ۱۹۹۹   |
| ۲۱۹۲۵ | Supasternak      | ۴ نوامبر ۱۹۹۹   |
| ۲۱۹۲۶ | Jacobperry       | ۴ نوامبر ۱۹۹۹   |
| ۲۱۹۲۷ | Sarahpierz       | ۴ نوامبر ۱۹۹۹   |
| ۲۱۹۲۸ | Prabakaran       | ۴ نوامبر ۱۹۹۹   |
| ۲۱۹۲۹ | Nileshraval      | ۴ نوامبر ۱۹۹۹   |
| ۲۱۹۳۰ | 1999 VP61        | ۴ نوامبر ۱۹۹۹   |
| ۲۱۹۳۱ | 1999 VB64        | ۴ نوامبر ۱۹۹۹   |
| ۲۱۹۳۲ | Rios             | ۴ نوامبر ۱۹۹۹   |
| ۲۱۹۳۳ | Aaronrozon       | ۴ نوامبر ۱۹۹۹   |
| ۲۱۹۳۴ | 1999 VY71        | ۷ نوامبر ۱۹۹۹   |
| ۲۱۹۳۵ | 1999 VZ77        | ۴ نوامبر ۱۹۹۹   |
| ۲۱۹۳۶ | Ryan             | ۴ نوامبر ۱۹۹۹   |
| ۲۱۹۳۷ | Basheehan        | ۴ نوامبر ۱۹۹۹   |
| ۲۱۹۳۸ | 1999 VE81        | ۴ نوامبر ۱۹۹۹   |
| ۲۱۹۳۹ | Kasmith          | ۴ نوامبر ۱۹۹۹   |
| ۲۱۹۴۰ | 1999 VU91        | ۷ نوامبر ۱۹۹۹   |
| ۲۱۹۴۱ | 1999 VU92        | ۹ نوامبر ۱۹۹۹   |
| ۲۱۹۴۲ | Subramanian      | ۹ نوامبر ۱۹۹۹   |
| ۲۱۹۴۳ | 1999 VG114       | ۹ نوامبر ۱۹۹۹   |
| ۲۱۹۴۴ | 1999 VA118       | ۹ نوامبر ۱۹۹۹   |
| ۲۱۹۴۵ | Kleshchonok      | ۱۳ نوامبر ۱۹۹۹  |
| ۲۱۹۴۶ | 1999 VD138       | ۹ نوامبر ۱۹۹۹   |
| ۲۱۹۴۷ | 1999 VG141       | ۱۰ نوامبر ۱۹۹۹  |
| ۲۱۹۴۸ | 1999 VY149       | ۱۴ نوامبر ۱۹۹۹  |
| ۲۱۹۴۹ | Tatulian         | ۱۲ نوامبر ۱۹۹۹  |
| ۲۱۹۵۰ | 1999 VS158       | ۱۴ نوامبر ۱۹۹۹  |
| ۲۱۹۵۱ | 1999 VE159       | ۱۴ نوامبر ۱۹۹۹  |
| ۲۱۹۵۲ | Terry            | ۱۴ نوامبر ۱۹۹۹  |
| ۲۱۹۵۳ | 1999 VB176       | ۲ نوامبر ۱۹۹۹   |
| ۲۱۹۵۴ | 1999 VU178       | ۶ نوامبر ۱۹۹۹   |
| ۲۱۹۵۵ | 1999 VW178       | ۶ نوامبر ۱۹۹۹   |
| ۲۱۹۵۶ | Thangada         | ۶ نوامبر ۱۹۹۹   |
| ۲۱۹۵۷ | 1999 VU179       | ۶ نوامبر ۱۹۹۹   |
| ۲۱۹۵۸ | Tripuraneni      | ۱۵ نوامبر ۱۹۹۹  |
| ۲۱۹۵۹ | 1999 VM186       | ۱۵ نوامبر ۱۹۹۹  |
| ۲۱۹۶۰ | 1999 VH189       | ۱۵ نوامبر ۱۹۹۹  |
| ۲۱۹۶۱ | 1999 VE203       | ۸ نوامبر ۱۹۹۹   |
| ۲۱۹۶۲ | Scottsandford    | ۹ نوامبر ۱۹۹۹   |
| ۲۱۹۶۳ | 1999 VP207       | ۱۳ نوامبر ۱۹۹۹  |
| ۲۱۹۶۴ | Kevinhousen      | ۱۳ نوامبر ۱۹۹۹  |
| ۲۱۹۶۵ | Dones            | ۱۳ نوامبر ۱۹۹۹  |
| ۲۱۹۶۶ | 1999 WJ9         | ۲۷ نوامبر ۱۹۹۹  |
| ۲۱۹۶۷ | 1999 WS9         | ۳۰ نوامبر ۱۹۹۹  |
| ۲۱۹۶۸ | 1999 WE10        | ۳۰ نوامبر ۱۹۹۹  |
| ۲۱۹۶۹ | 1999 WJ17        | ۳۰ نوامبر ۱۹۹۹  |
| ۲۱۹۷۰ | Tyle             | ۱ دسامبر ۱۹۹۹   |
| ۲۱۹۷۰ | 1999 XG          | ۱ دسامبر ۱۹۹۹   |
| ۲۱۹۷۰ | 1999 XU          | ۲ دسامبر ۱۹۹۹   |
| ۲۱۹۷۳ | 1999 XP1         | ۲ دسامبر ۱۹۹۹   |
| ۲۱۹۷۴ | 1999 XV1         | ۳ دسامبر ۱۹۹۹   |
| ۲۱۹۷۵ | 1999 XR2         | ۴ دسامبر ۱۹۹۹   |
| ۲۱۹۷۶ | 1999 XV2         | ۴ دسامبر ۱۹۹۹   |
| ۲۱۹۷۷ | 1999 XW2         | ۴ دسامبر ۱۹۹۹   |
| ۲۱۹۷۸ | 1999 XW3         | ۴ دسامبر ۱۹۹۹   |
| ۲۱۹۷۹ | 1999 XQ4         | ۴ دسامبر ۱۹۹۹   |
| ۲۱۹۸۰ | 1999 XA5         | ۴ دسامبر ۱۹۹۹   |
| ۲۱۹۸۱ | 1999 XX5         | ۴ دسامبر ۱۹۹۹   |
| ۲۱۹۸۲ | 1999 XL8         | ۴ دسامبر ۱۹۹۹   |
| ۲۱۹۸۳ | 1999 XB12        | ۶ دسامبر ۱۹۹۹   |
| ۲۱۹۸۴ | 1999 XC12        | ۶ دسامبر ۱۹۹۹   |
| ۲۱۹۸۵ | Sejna            | ۲ دسامبر ۱۹۹۹   |
| ۲۱۹۸۶ | Alexanduribe     | ۲ دسامبر ۱۹۹۹   |
| ۲۱۹۸۷ | 1999 XH18        | ۳ دسامبر ۱۹۹۹   |
| ۲۱۹۸۸ | 1999 XQ20        | ۵ دسامبر ۱۹۹۹   |
| ۲۱۹۸۹ | Werntz           | ۵ دسامبر ۱۹۹۹   |
| ۲۱۹۹۰ | Garretyazzie     | ۶ دسامبر ۱۹۹۹   |
| ۲۱۹۹۱ | Zane             | ۶ دسامبر ۱۹۹۹   |
| ۲۱۹۹۲ | 1999 XZ23        | ۶ دسامبر ۱۹۹۹   |
| ۲۱۹۹۳ | 1999 XH26        | ۶ دسامبر ۱۹۹۹   |
| ۲۱۹۹۴ | 1999 XU26        | ۶ دسامبر ۱۹۹۹   |
| ۲۱۹۹۵ | 1999 XL29        | ۶ دسامبر ۱۹۹۹   |
| ۲۱۹۹۶ | 1999 XP31        | ۶ دسامبر ۱۹۹۹   |
| ۲۱۹۹۷ | 1999 XP36        | ۷ دسامبر ۱۹۹۹   |
| ۲۱۹۹۸ | 1999 XH37        | ۷ دسامبر ۱۹۹۹   |
| ۲۱۹۹۹ | Disora           | ۷ دسامبر ۱۹۹۹   |
| ۲۲۰۰۰ | 1999 XF40        | ۷ دسامبر ۱۹۹۹   |